# Llista d'asteroides (409001-410000)
Llista d'asteroides del 409.001 al 410.000, amb data de descoberta i descobridor. És un fragment de la llista d'asteroides completa. Als asteroides se'ls dona un número quan es confirma la seva òrbita, per tant apareixen llistats aproximadament segons la data de descobriment.

## 409001-409100
| Nom    | Designació provisional | Data de descobriment   | Lloc de descobriment | Descobridor/s            |
| ------ | ---------------------- | ---------------------- | -------------------- | ------------------------ |
| 409001 | 2002 VG116             | 12 de novembre de 2002 | Socorro              | LINEAR                   |
| 409002 | 2002 WG6               | 24 de novembre de 2002 | Palomar              | NEAT                     |
| 409003 | 2002 XQ41              | 6 de desembre de 2002  | Socorro              | LINEAR                   |
| 409004 | 2002 XF53              | 10 de desembre de 2002 | Socorro              | LINEAR                   |
| 409005 | 2002 XQ61              | 10 de desembre de 2002 | Palomar              | NEAT                     |
| 409006 | 2002 XS73              | 11 de desembre de 2002 | Socorro              | LINEAR                   |
| 409007 | 2002 XA98              | 5 de desembre de 2002  | Socorro              | LINEAR                   |
| 409008 | 2002 XV104             | 5 de desembre de 2002  | Socorro              | LINEAR                   |
| 409009 | 2002 XH117             | 7 de desembre de 2002  | Palomar              | NEAT                     |
| 409010 | 2002 XS117             | 10 de desembre de 2002 | Palomar              | NEAT                     |
| 409011 | 2003 AZ13              | 1 de gener de 2003     | Socorro              | LINEAR                   |
| 409012 | 2003 AV33              | 5 de gener de 2003     | Kitt Peak            | Spacewatch               |
| 409013 | 2003 AA79              | 10 de gener de 2003    | Kitt Peak            | Spacewatch               |
| 409014 | 2003 AK81              | 10 de gener de 2003    | Socorro              | LINEAR                   |
| 409015 | 2003 AZ81              | 13 de gener de 2003    | Socorro              | LINEAR                   |
| 409016 | 2003 AG84              | 15 de gener de 2003    | Schiaparelli         | L. Buzzi, F. Bellini     |
| 409017 | 2003 BY                | 23 de gener de 2003    | Kitt Peak            | Spacewatch               |
| 409018 | 2003 BO8               | 26 de gener de 2003    | Anderson Mesa        | LONEOS                   |
| 409019 | 2003 BO21              | 27 de gener de 2003    | Socorro              | LINEAR                   |
| 409020 | 2003 BJ66              | 30 de gener de 2003    | Anderson Mesa        | LONEOS                   |
| 409021 | 2003 CL1               | 1 de febrer de 2003    | Haleakala            | NEAT                     |
| 409022 | 2003 EX6               | 6 de març de 2003      | Anderson Mesa        | LONEOS                   |
| 409023 | 2003 EJ46              | 7 de març de 2003      | Anderson Mesa        | LONEOS                   |
| 409024 | 2003 ED57              | 9 de març de 2003      | Anderson Mesa        | LONEOS                   |
| 409025 | 2003 EJ62              | 8 de març de 2003      | Anderson Mesa        | LONEOS                   |
| 409026 | 2003 FL23              | 23 de març de 2003     | Kitt Peak            | Spacewatch               |
| 409027 | 2003 GM                | 1 d'abril de 2003      | Socorro              | LINEAR                   |
| 409028 | 2003 GC19              | 4 d'abril de 2003      | Kitt Peak            | Spacewatch               |
| 409029 | 2003 GX25              | 4 d'abril de 2003      | Kitt Peak            | Spacewatch               |
| 409030 | 2003 GP28              | 7 d'abril de 2003      | Kitt Peak            | Spacewatch               |
| 409031 | 2003 GY33              | 28 de febrer de 2003   | Socorro              | LINEAR                   |
| 409032 | 2003 GX55              | 5 d'abril de 2003      | Kitt Peak            | Spacewatch               |
| 409033 | 2003 JO18              | 10 de maig de 2003     | Kitt Peak            | Spacewatch               |
| 409034 | 2003 MA2               | 23 de juny de 2003     | Anderson Mesa        | LONEOS                   |
| 409035 | 2003 NG2               | 27 de maig de 2003     | Kitt Peak            | Spacewatch               |
| 409036 | 2003 NV12              | 1 de juliol de 2003    | Haleakala            | NEAT                     |
| 409037 | 2003 QB23              | 20 d'agost de 2003     | Palomar              | NEAT                     |
| 409038 | 2003 QK35              | 4 d'agost de 2003      | Kitt Peak            | Spacewatch               |
| 409039 | 2003 QM117             | 22 d'agost de 2003     | Palomar              | NEAT                     |
| 409040 | 2003 QZ119             | 28 d'agost de 2003     | Palomar              | NEAT                     |
| 409041 | 2003 RL13              | 15 de setembre de 2003 | Palomar              | NEAT                     |
| 409042 | 2003 RO25              | 15 de setembre de 2003 | Palomar              | NEAT                     |
| 409043 | 2003 RS25              | 15 de setembre de 2003 | Palomar              | NEAT                     |
| 409044 | 2003 SX29              | 18 de setembre de 2003 | Palomar              | NEAT                     |
| 409045 | 2003 SM32              | 18 de setembre de 2003 | Socorro              | LINEAR                   |
| 409046 | 2003 SW39              | 16 de setembre de 2003 | Palomar              | NEAT                     |
| 409047 | 2003 SK49              | 18 de setembre de 2003 | Palomar              | NEAT                     |
| 409048 | 2003 SD68              | 17 de setembre de 2003 | Kitt Peak            | Spacewatch               |
| 409049 | 2003 SP69              | 17 de setembre de 2003 | Kitt Peak            | Spacewatch               |
| 409050 | 2003 SH79              | 19 de setembre de 2003 | Kitt Peak            | Spacewatch               |
| 409051 | 2003 SC83              | 18 de setembre de 2003 | Kitt Peak            | Spacewatch               |
| 409052 | 2003 SX90              | 18 de setembre de 2003 | Socorro              | LINEAR                   |
| 409053 | 2003 SA99              | 19 de setembre de 2003 | Kitt Peak            | Spacewatch               |
| 409054 | 2003 SE101             | 20 de setembre de 2003 | Palomar              | NEAT                     |
| 409055 | 2003 SR101             | 20 de setembre de 2003 | Palomar              | NEAT                     |
| 409056 | 2003 SZ116             | 16 de setembre de 2003 | Palomar              | NEAT                     |
| 409057 | 2003 SV122             | 18 de setembre de 2003 | Palomar              | NEAT                     |
| 409058 | 2003 SU150             | 17 de setembre de 2003 | Socorro              | LINEAR                   |
| 409059 | 2003 SE161             | 17 de setembre de 2003 | Palomar              | NEAT                     |
| 409060 | 2003 SC175             | 18 de setembre de 2003 | Kitt Peak            | Spacewatch               |
| 409061 | 2003 SK175             | 18 de setembre de 2003 | Kitt Peak            | Spacewatch               |
| 409062 | 2003 SZ183             | 21 de setembre de 2003 | Kitt Peak            | Spacewatch               |
| 409063 | 2003 SF184             | 21 de setembre de 2003 | Kitt Peak            | Spacewatch               |
| 409064 | 2003 SA185             | 21 de setembre de 2003 | Kitt Peak            | Spacewatch               |
| 409065 | 2003 SJ203             | 16 de setembre de 2003 | Kitt Peak            | Spacewatch               |
| 409066 | 2003 SU207             | 26 de setembre de 2003 | Socorro              | LINEAR                   |
| 409067 | 2003 SO222             | 28 de setembre de 2003 | Desert Eagle         | W. K. Y. Yeung           |
| 409068 | 2003 SY226             | 16 de setembre de 2003 | Kitt Peak            | Spacewatch               |
| 409069 | 2003 ST237             | 26 de setembre de 2003 | Socorro              | LINEAR                   |
| 409070 | 2003 SL243             | 28 de setembre de 2003 | Kitt Peak            | Spacewatch               |
| 409071 | 2003 SN246             | 26 de setembre de 2003 | Socorro              | LINEAR                   |
| 409072 | 2003 SL267             | 29 de setembre de 2003 | Kitt Peak            | Spacewatch               |
| 409073 | 2003 SU277             | 30 de setembre de 2003 | Socorro              | LINEAR                   |
| 409074 | 2003 SA280             | 18 de setembre de 2003 | Palomar              | NEAT                     |
| 409075 | 2003 SE282             | 19 de setembre de 2003 | Palomar              | NEAT                     |
| 409076 | 2003 SE292             | 30 de setembre de 2003 | Socorro              | LINEAR                   |
| 409077 | 2003 SS295             | 29 de setembre de 2003 | Anderson Mesa        | LONEOS                   |
| 409078 | 2003 SR296             | 29 de setembre de 2003 | Anderson Mesa        | LONEOS                   |
| 409079 | 2003 SA315             | 16 de setembre de 2003 | Palomar              | NEAT                     |
| 409080 | 2003 SM324             | 17 de setembre de 2003 | Kitt Peak            | Spacewatch               |
| 409081 | 2003 SB326             | 18 de setembre de 2003 | Palomar              | NEAT                     |
| 409082 | 2003 SN327             | 19 de setembre de 2003 | Kitt Peak            | Spacewatch               |
| 409083 | 2003 SX327             | 19 de setembre de 2003 | Kitt Peak            | Spacewatch               |
| 409084 | 2003 SQ328             | 21 de setembre de 2003 | Kitt Peak            | Spacewatch               |
| 409085 | 2003 SE329             | 22 de setembre de 2003 | Anderson Mesa        | LONEOS                   |
| 409086 | 2003 SY329             | 26 de setembre de 2003 | Apache Point         | Sloan Digital Sky Survey |
| 409087 | 2003 SK330             | 26 de setembre de 2003 | Apache Point         | Sloan Digital Sky Survey |
| 409088 | 2003 SO330             | 26 de setembre de 2003 | Apache Point         | Sloan Digital Sky Survey |
| 409089 | 2003 SY335             | 26 de setembre de 2003 | Apache Point         | Sloan Digital Sky Survey |
| 409090 | 2003 ST338             | 26 de setembre de 2003 | Apache Point         | Sloan Digital Sky Survey |
| 409091 | 2003 SG340             | 28 de setembre de 2003 | Apache Point         | Sloan Digital Sky Survey |
| 409092 | 2003 SG345             | 18 de setembre de 2003 | Kitt Peak            | Spacewatch               |
| 409093 | 2003 SK349             | 15 de novembre de 1998 | Kitt Peak            | Spacewatch               |
| 409094 | 2003 SE358             | 20 de setembre de 2003 | Kitt Peak            | Spacewatch               |
| 409095 | 2003 SX359             | 21 de setembre de 2003 | Kitt Peak            | Spacewatch               |
| 409096 | 2003 SK364             | 26 de setembre de 2003 | Apache Point         | Sloan Digital Sky Survey |
| 409097 | 2003 ST364             | 26 de setembre de 2003 | Apache Point         | Sloan Digital Sky Survey |
| 409098 | 2003 SS365             | 26 de setembre de 2003 | Apache Point         | Sloan Digital Sky Survey |
| 409099 | 2003 SP368             | 26 de setembre de 2003 | Apache Point         | Sloan Digital Sky Survey |
| 409100 | 2003 SO387             | 26 de setembre de 2003 | Apache Point         | Sloan Digital Sky Survey |

## 409101-409200
| Nom    | Designació provisional | Data de descobriment   | Lloc de descobriment | Descobridor/s            |
| ------ | ---------------------- | ---------------------- | -------------------- | ------------------------ |
| 409101 | 2003 SQ392             | 26 de setembre de 2003 | Apache Point         | Sloan Digital Sky Survey |
| 409102 | 2003 SU394             | 26 de setembre de 2003 | Apache Point         | Sloan Digital Sky Survey |
| 409103 | 2003 SF410             | 28 de setembre de 2003 | Kitt Peak            | Spacewatch               |
| 409104 | 2003 SX410             | 28 de setembre de 2003 | Apache Point         | Sloan Digital Sky Survey |
| 409105 | 2003 SL432             | 18 de setembre de 2003 | Kitt Peak            | Spacewatch               |
| 409106 | 2003 SM432             | 18 de setembre de 2003 | Kitt Peak            | Spacewatch               |
| 409107 | 2003 ST432             | 20 de setembre de 2003 | Kitt Peak            | Spacewatch               |
| 409108 | 2003 SD433             | 22 de setembre de 2003 | Kitt Peak            | Spacewatch               |
| 409109 | 2003 TV8               | 3 d'octubre de 2003    | Kitt Peak            | Spacewatch               |
| 409110 | 2003 TG19              | 15 d'octubre de 2003   | Palomar              | NEAT                     |
| 409111 | 2003 TW27              | 21 de setembre de 2003 | Campo Imperatore     | CINEOS                   |
| 409112 | 2003 TO29              | 1 d'octubre de 2003    | Kitt Peak            | Spacewatch               |
| 409113 | 2003 TV34              | 1 d'octubre de 2003    | Kitt Peak            | Spacewatch               |
| 409114 | 2003 TP44              | 3 d'octubre de 2003    | Kitt Peak            | Spacewatch               |
| 409115 | 2003 TR46              | 3 d'octubre de 2003    | Kitt Peak            | Spacewatch               |
| 409116 | 2003 TF48              | 3 d'octubre de 2003    | Kitt Peak            | Spacewatch               |
| 409117 | 2003 TD56              | 5 d'octubre de 2003    | Kitt Peak            | Spacewatch               |
| 409118 | 2003 TP59              | 18 de setembre de 2003 | Kitt Peak            | Spacewatch               |
| 409119 | 2003 UP                | 16 d'octubre de 2003   | Socorro              | LINEAR                   |
| 409120 | 2003 UR2               | 16 d'octubre de 2003   | Kitt Peak            | Spacewatch               |
| 409121 | 2003 UW2               | 16 d'octubre de 2003   | Kitt Peak            | Spacewatch               |
| 409122 | 2003 UJ6               | 18 d'octubre de 2003   | Palomar              | NEAT                     |
| 409123 | 2003 UF16              | 16 d'octubre de 2003   | Anderson Mesa        | LONEOS                   |
| 409124 | 2003 UB19              | 20 d'octubre de 2003   | Kitt Peak            | Spacewatch               |
| 409125 | 2003 UD19              | 20 d'octubre de 2003   | Palomar              | NEAT                     |
| 409126 | 2003 UP21              | 19 d'octubre de 2003   | Anderson Mesa        | LONEOS                   |
| 409127 | 2003 UF24              | 20 d'octubre de 2003   | Kitt Peak            | Spacewatch               |
| 409128 | 2003 US30              | 16 d'octubre de 2003   | Palomar              | NEAT                     |
| 409129 | 2003 UJ32              | 22 de setembre de 2003 | Kitt Peak            | Spacewatch               |
| 409130 | 2003 UV32              | 28 de setembre de 2003 | Kitt Peak            | Spacewatch               |
| 409131 | 2003 UE35              | 16 d'octubre de 2003   | Palomar              | NEAT                     |
| 409132 | 2003 UY37              | 17 d'octubre de 2003   | Kitt Peak            | Spacewatch               |
| 409133 | 2003 UL49              | 16 d'octubre de 2003   | Palomar              | NEAT                     |
| 409134 | 2003 UH50              | 17 d'octubre de 2003   | Nogales              | Tenagra II               |
| 409135 | 2003 UK52              | 18 d'octubre de 2003   | Palomar              | NEAT                     |
| 409136 | 2003 UM54              | 18 d'octubre de 2003   | Palomar              | NEAT                     |
| 409137 | 2003 UP55              | 18 d'octubre de 2003   | Palomar              | NEAT                     |
| 409138 | 2003 UD62              | 16 d'octubre de 2003   | Anderson Mesa        | LONEOS                   |
| 409139 | 2003 UO63              | 16 d'octubre de 2003   | Palomar              | NEAT                     |
| 409140 | 2003 UJ69              | 16 de setembre de 2003 | Kitt Peak            | Spacewatch               |
| 409141 | 2003 UV74              | 17 d'octubre de 2003   | Anderson Mesa        | LONEOS                   |
| 409142 | 2003 UN75              | 17 d'octubre de 2003   | Anderson Mesa        | LONEOS                   |
| 409143 | 2003 UU76              | 17 d'octubre de 2003   | Anderson Mesa        | LONEOS                   |
| 409144 | 2003 UB85              | 18 d'octubre de 2003   | Kitt Peak            | Spacewatch               |
| 409145 | 2003 UM94              | 18 d'octubre de 2003   | Kitt Peak            | Spacewatch               |
| 409146 | 2003 UT94              | 18 d'octubre de 2003   | Kitt Peak            | Spacewatch               |
| 409147 | 2003 UQ104             | 18 d'octubre de 2003   | Kitt Peak            | Spacewatch               |
| 409148 | 2003 UA113             | 20 d'octubre de 2003   | Socorro              | LINEAR                   |
| 409149 | 2003 UV115             | 20 d'octubre de 2003   | Palomar              | NEAT                     |
| 409150 | 2003 UJ120             | 29 de setembre de 2003 | Kitt Peak            | Spacewatch               |
| 409151 | 2003 UU120             | 18 d'octubre de 2003   | Palomar              | NEAT                     |
| 409152 | 2003 UA127             | 21 d'octubre de 2003   | Kitt Peak            | Spacewatch               |
| 409153 | 2003 UW128             | 21 d'octubre de 2003   | Kitt Peak            | Spacewatch               |
| 409154 | 2003 UD131             | 19 d'octubre de 2003   | Palomar              | NEAT                     |
| 409155 | 2003 UX135             | 21 d'octubre de 2003   | Palomar              | NEAT                     |
| 409156 | 2003 UW156             | 20 d'octubre de 2003   | Socorro              | LINEAR                   |
| 409157 | 2003 UB161             | 21 d'octubre de 2003   | Kitt Peak            | Spacewatch               |
| 409158 | 2003 UL172             | 20 d'octubre de 2003   | Socorro              | LINEAR                   |
| 409159 | 2003 UP174             | 21 d'octubre de 2003   | Kitt Peak            | Spacewatch               |
| 409160 | 2003 UU182             | 21 d'octubre de 2003   | Palomar              | NEAT                     |
| 409161 | 2003 UA191             | 23 d'octubre de 2003   | Anderson Mesa        | LONEOS                   |
| 409162 | 2003 UF201             | 28 de setembre de 2003 | Kitt Peak            | Spacewatch               |
| 409163 | 2003 US203             | 21 d'octubre de 2003   | Kitt Peak            | Spacewatch               |
| 409164 | 2003 UU204             | 22 d'octubre de 2003   | Socorro              | LINEAR                   |
| 409165 | 2003 UU207             | 22 d'octubre de 2003   | Kitt Peak            | Spacewatch               |
| 409166 | 2003 UV211             | 23 d'octubre de 2003   | Kitt Peak            | Spacewatch               |
| 409167 | 2003 UJ214             | 24 d'octubre de 2003   | Socorro              | LINEAR                   |
| 409168 | 2003 UA215             | 27 de setembre de 2003 | Kitt Peak            | Spacewatch               |
| 409169 | 2003 UK216             | 21 d'octubre de 2003   | Socorro              | LINEAR                   |
| 409170 | 2003 UC229             | 23 d'octubre de 2003   | Anderson Mesa        | LONEOS                   |
| 409171 | 2003 UF229             | 23 d'octubre de 2003   | Anderson Mesa        | LONEOS                   |
| 409172 | 2003 UB235             | 22 de setembre de 2003 | Kitt Peak            | Spacewatch               |
| 409173 | 2003 UG239             | 24 d'octubre de 2003   | Socorro              | LINEAR                   |
| 409174 | 2003 UX240             | 24 d'octubre de 2003   | Kitt Peak            | Spacewatch               |
| 409175 | 2003 UC245             | 24 d'octubre de 2003   | Kitt Peak            | Spacewatch               |
| 409176 | 2003 UM250             | 25 d'octubre de 2003   | Socorro              | LINEAR                   |
| 409177 | 2003 UC254             | 24 d'octubre de 2003   | Kitt Peak            | Spacewatch               |
| 409178 | 2003 UQ282             | 29 d'octubre de 2003   | Anderson Mesa        | LONEOS                   |
| 409179 | 2003 UN296             | 16 d'octubre de 2003   | Kitt Peak            | Spacewatch               |
| 409180 | 2003 UK297             | 16 d'octubre de 2003   | Kitt Peak            | Spacewatch               |
| 409181 | 2003 UO297             | 16 d'octubre de 2003   | Kitt Peak            | Spacewatch               |
| 409182 | 2003 UZ298             | 27 de setembre de 2003 | Kitt Peak            | Spacewatch               |
| 409183 | 2003 UF299             | 27 de setembre de 2003 | Kitt Peak            | Spacewatch               |
| 409184 | 2003 UN299             | 16 d'octubre de 2003   | Kitt Peak            | Spacewatch               |
| 409185 | 2003 UY308             | 19 d'octubre de 2003   | Kitt Peak            | Spacewatch               |
| 409186 | 2003 UR314             | 27 d'octubre de 2003   | Kitt Peak            | Spacewatch               |
| 409187 | 2003 UT315             | 20 d'octubre de 2003   | Socorro              | LINEAR                   |
| 409188 | 2003 UH316             | 23 d'octubre de 2003   | Kitt Peak            | Spacewatch               |
| 409189 | 2003 UY316             | 18 d'octubre de 2003   | Apache Point         | Sloan Digital Sky Survey |
| 409190 | 2003 UM317             | 19 d'octubre de 2003   | Apache Point         | Sloan Digital Sky Survey |
| 409191 | 2003 UC327             | 18 de setembre de 2003 | Kitt Peak            | Spacewatch               |
| 409192 | 2003 UY327             | 17 d'octubre de 2003   | Apache Point         | Sloan Digital Sky Survey |
| 409193 | 2003 UD329             | 17 d'octubre de 2003   | Apache Point         | Sloan Digital Sky Survey |
| 409194 | 2003 US340             | 18 d'octubre de 2003   | Kitt Peak            | Spacewatch               |
| 409195 | 2003 UQ344             | 19 d'octubre de 2003   | Apache Point         | Sloan Digital Sky Survey |
| 409196 | 2003 UM373             | 22 d'octubre de 2003   | Apache Point         | Sloan Digital Sky Survey |
| 409197 | 2003 UB377             | 22 d'octubre de 2003   | Apache Point         | Sloan Digital Sky Survey |
| 409198 | 2003 US399             | 22 d'octubre de 2003   | Kitt Peak            | Spacewatch               |
| 409199 | 2003 UG416             | 21 d'octubre de 2003   | Palomar              | NEAT                     |
| 409200 | 2003 VX4               | 15 de novembre de 2003 | Kitt Peak            | Spacewatch               |

## 409201-409300
| Nom    | Designació provisional | Data de descobriment   | Lloc de descobriment | Descobridor/s        |
| ------ | ---------------------- | ---------------------- | -------------------- | -------------------- |
| 409201 | 2003 WS                | 16 de novembre de 2003 | Catalina             | CSS                  |
| 409202 | 2003 WY2               | 18 de novembre de 2003 | Kitt Peak            | Spacewatch           |
| 409203 | 2003 WU16              | 18 de novembre de 2003 | Palomar              | NEAT                 |
| 409204 | 2003 WX25              | 21 de novembre de 2003 | Socorro              | LINEAR               |
| 409205 | 2003 WL27              | 16 de novembre de 2003 | Kitt Peak            | Spacewatch           |
| 409206 | 2003 WF28              | 16 de novembre de 2003 | Kitt Peak            | Spacewatch           |
| 409207 | 2003 WP41              | 19 de novembre de 2003 | Kitt Peak            | Spacewatch           |
| 409208 | 2003 WB44              | 19 de novembre de 2003 | Palomar              | NEAT                 |
| 409209 | 2003 WN44              | 19 de novembre de 2003 | Palomar              | NEAT                 |
| 409210 | 2003 WO50              | 19 de novembre de 2003 | Socorro              | LINEAR               |
| 409211 | 2003 WN57              | 18 de novembre de 2003 | Kitt Peak            | Spacewatch           |
| 409212 | 2003 WL58              | 28 d'octubre de 2003   | Socorro              | LINEAR               |
| 409213 | 2003 WJ71              | 20 de novembre de 2003 | Socorro              | LINEAR               |
| 409214 | 2003 WV87              | 21 de novembre de 2003 | Socorro              | LINEAR               |
| 409215 | 2003 WA91              | 18 de novembre de 2003 | Palomar              | NEAT                 |
| 409216 | 2003 WF93              | 19 de novembre de 2003 | Anderson Mesa        | LONEOS               |
| 409217 | 2003 WH129             | 20 d'octubre de 2003   | Kitt Peak            | Spacewatch           |
| 409218 | 2003 WU146             | 23 de novembre de 2003 | Socorro              | LINEAR               |
| 409219 | 2003 WB147             | 23 de novembre de 2003 | Kitt Peak            | Spacewatch           |
| 409220 | 2003 WQ169             | 19 de novembre de 2003 | Catalina             | CSS                  |
| 409221 | 2003 XN27              | 18 de novembre de 2003 | Kitt Peak            | Spacewatch           |
| 409222 | 2003 XH32              | 19 de novembre de 2003 | Kitt Peak            | Spacewatch           |
| 409223 | 2003 YT                | 17 de desembre de 2003 | Socorro              | LINEAR               |
| 409224 | 2003 YK34              | 17 de desembre de 2003 | Kitt Peak            | Spacewatch           |
| 409225 | 2003 YH38              | 19 de desembre de 2003 | Kitt Peak            | Spacewatch           |
| 409226 | 2003 YR82              | 18 de desembre de 2003 | Kitt Peak            | Spacewatch           |
| 409227 | 2003 YT93              | 21 de desembre de 2003 | Socorro              | LINEAR               |
| 409228 | 2003 YU97              | 19 de desembre de 2003 | Socorro              | LINEAR               |
| 409229 | 2003 YM107             | 22 de desembre de 2003 | Socorro              | LINEAR               |
| 409230 | 2003 YZ157             | 26 de novembre de 2003 | Socorro              | LINEAR               |
| 409231 | 2003 YN166             | 17 de desembre de 2003 | Kitt Peak            | Spacewatch           |
| 409232 | 2004 AB26              | 13 de gener de 2004    | Anderson Mesa        | LONEOS               |
| 409233 | 2004 BG61              | 21 de gener de 2004    | Socorro              | LINEAR               |
| 409234 | 2004 BW147             | 16 de gener de 2004    | Palomar              | NEAT                 |
| 409235 | 2004 BH148             | 16 de gener de 2004    | Palomar              | NEAT                 |
| 409236 | 2004 CL60              | 11 de febrer de 2004   | Palomar              | NEAT                 |
| 409237 | 2004 CS66              | 15 de febrer de 2004   | Socorro              | LINEAR               |
| 409238 | 2004 CZ103             | 13 de febrer de 2004   | Palomar              | NEAT                 |
| 409239 | 2004 DL21              | 17 de febrer de 2004   | Catalina             | CSS                  |
| 409240 | 2004 DF64              | 29 de febrer de 2004   | Kitt Peak            | Spacewatch           |
| 409241 | 2004 EP6               | 12 de març de 2004     | Palomar              | NEAT                 |
| 409242 | 2004 EC23              | 15 de març de 2004     | Catalina             | CSS                  |
| 409243 | 2004 EJ38              | 14 de març de 2004     | Kitt Peak            | Spacewatch           |
| 409244 | 2004 EQ42              | 15 de març de 2004     | Catalina             | CSS                  |
| 409245 | 2004 ET76              | 15 de març de 2004     | Kitt Peak            | Spacewatch           |
| 409246 | 2004 EG77              | 15 de març de 2004     | Socorro              | LINEAR               |
| 409247 | 2004 EM86              | 15 de març de 2004     | Catalina             | CSS                  |
| 409248 | 2004 FX37              | 17 de març de 2004     | Kitt Peak            | Spacewatch           |
| 409249 | 2004 FS57              | 17 de març de 2004     | Kitt Peak            | Spacewatch           |
| 409250 | 2004 FO63              | 19 de març de 2004     | Socorro              | LINEAR               |
| 409251 | 2004 FX66              | 20 de març de 2004     | Socorro              | LINEAR               |
| 409252 | 2004 FK70              | 16 de març de 2004     | Valmeca              | Valmeca              |
| 409253 | 2004 FO134             | 26 de març de 2004     | Socorro              | LINEAR               |
| 409254 | 2004 GQ14              | 13 d'abril de 2004     | Palomar              | NEAT                 |
| 409255 | 2004 GX75              | 30 de març de 2004     | Siding Spring        | Siding Spring Survey |
| 409256 | 2004 HO1               | 19 d'abril de 2004     | Socorro              | LINEAR               |
| 409257 | 2004 HN54              | 21 d'abril de 2004     | Catalina             | CSS                  |
| 409258 | 2004 HE59              | 24 d'abril de 2004     | Siding Spring        | Siding Spring Survey |
| 409259 | 2004 JD3               | 9 de maig de 2004      | Palomar              | NEAT                 |
| 409260 | 2004 LO27              | 13 de juny de 2004     | Kitt Peak            | Spacewatch           |
| 409261 | 2004 LC30              | 14 de juny de 2004     | Kitt Peak            | Spacewatch           |
| 409262 | 2004 PX81              | 10 d'agost de 2004     | Socorro              | LINEAR               |
| 409263 | 2004 PN87              | 11 d'agost de 2004     | Socorro              | LINEAR               |
| 409264 | 2004 PS99              | 11 d'agost de 2004     | Socorro              | LINEAR               |
| 409265 | 2004 PP105             | 13 d'agost de 2004     | Palomar              | NEAT                 |
| 409266 | 2004 RK9               | 7 de setembre de 2004  | Socorro              | LINEAR               |
| 409267 | 2004 RL17              | 7 de setembre de 2004  | Socorro              | LINEAR               |
| 409268 | 2004 RW18              | 7 de setembre de 2004  | Kitt Peak            | Spacewatch           |
| 409269 | 2004 RY19              | 7 de setembre de 2004  | Socorro              | LINEAR               |
| 409270 | 2004 RP23              | 7 de setembre de 2004  | Uccle                | T. Pauwels           |
| 409271 | 2004 RS36              | 7 de setembre de 2004  | Socorro              | LINEAR               |
| 409272 | 2004 RV52              | 8 de setembre de 2004  | Socorro              | LINEAR               |
| 409273 | 2004 RH96              | 9 d'agost de 2004      | Campo Imperatore     | CINEOS               |
| 409274 | 2004 RW99              | 8 de setembre de 2004  | Socorro              | LINEAR               |
| 409275 | 2004 RA102             | 8 de setembre de 2004  | Socorro              | LINEAR               |
| 409276 | 2004 RU153             | 10 de setembre de 2004 | Socorro              | LINEAR               |
| 409277 | 2004 RX155             | 10 de setembre de 2004 | Socorro              | LINEAR               |
| 409278 | 2004 RF159             | 10 de setembre de 2004 | Socorro              | LINEAR               |
| 409279 | 2004 RK167             | 7 de setembre de 2004  | Socorro              | LINEAR               |
| 409280 | 2004 RV201             | 11 de setembre de 2004 | Socorro              | LINEAR               |
| 409281 | 2004 RW202             | 11 de setembre de 2004 | Kitt Peak            | Spacewatch           |
| 409282 | 2004 RY211             | 11 de setembre de 2004 | Socorro              | LINEAR               |
| 409283 | 2004 RT225             | 8 de setembre de 2004  | Socorro              | LINEAR               |
| 409284 | 2004 RK236             | 10 de setembre de 2004 | Socorro              | LINEAR               |
| 409285 | 2004 RX269             | 11 de setembre de 2004 | Kitt Peak            | Spacewatch           |
| 409286 | 2004 RX288             | 15 de setembre de 2004 | Saint-Sulpice        | B. Christophe        |
| 409287 | 2004 RA290             | 15 de setembre de 2004 | Anderson Mesa        | LONEOS               |
| 409288 | 2004 RP293             | 11 de setembre de 2004 | Kitt Peak            | Spacewatch           |
| 409289 | 2004 RR293             | 25 d'agost de 2004     | Kitt Peak            | Spacewatch           |
| 409290 | 2004 RQ296             | 11 de setembre de 2004 | Kitt Peak            | Spacewatch           |
| 409291 | 2004 RX337             | 15 de setembre de 2004 | Kitt Peak            | Spacewatch           |
| 409292 | 2004 SP18              | 18 de setembre de 2004 | Socorro              | LINEAR               |
| 409293 | 2004 SN32              | 17 de setembre de 2004 | Socorro              | LINEAR               |
| 409294 | 2004 SR41              | 18 de setembre de 2004 | Socorro              | LINEAR               |
| 409295 | 2004 SP46              | 18 de setembre de 2004 | Socorro              | LINEAR               |
| 409296 | 2004 SV51              | 27 d'agost de 2004     | Anderson Mesa        | LONEOS               |
| 409297 | 2004 TV3               | 4 d'octubre de 2004    | Kitt Peak            | Spacewatch           |
| 409298 | 2004 TH5               | 4 d'octubre de 2004    | Kitt Peak            | Spacewatch           |
| 409299 | 2004 TO10              | 5 d'octubre de 2004    | Anderson Mesa        | LONEOS               |
| 409300 | 2004 TJ20              | 15 d'octubre de 2004   | Socorro              | LINEAR               |

## 409301-409400
| Nom    | Designació provisional | Data de descobriment   | Lloc de descobriment | Descobridor/s           |
| ------ | ---------------------- | ---------------------- | -------------------- | ----------------------- |
| 409301 | 2004 TB32              | 4 d'octubre de 2004    | Kitt Peak            | Spacewatch              |
| 409302 | 2004 TF45              | 4 d'octubre de 2004    | Kitt Peak            | Spacewatch              |
| 409303 | 2004 TU47              | 4 d'octubre de 2004    | Kitt Peak            | Spacewatch              |
| 409304 | 2004 TS58              | 5 d'octubre de 2004    | Kitt Peak            | Spacewatch              |
| 409305 | 2004 TZ69              | 22 de setembre de 2004 | Socorro              | LINEAR                  |
| 409306 | 2004 TA77              | 7 d'octubre de 2004    | Kitt Peak            | Spacewatch              |
| 409307 | 2004 TL97              | 5 d'octubre de 2004    | Kitt Peak            | Spacewatch              |
| 409308 | 2004 TV102             | 6 d'octubre de 2004    | Palomar              | NEAT                    |
| 409309 | 2004 TM106             | 7 d'octubre de 2004    | Socorro              | LINEAR                  |
| 409310 | 2004 TB138             | 17 de setembre de 2004 | Socorro              | LINEAR                  |
| 409311 | 2004 TZ149             | 15 de setembre de 2004 | Kitt Peak            | Spacewatch              |
| 409312 | 2004 TS156             | 6 d'octubre de 2004    | Kitt Peak            | Spacewatch              |
| 409313 | 2004 TZ177             | 7 d'octubre de 2004    | Kitt Peak            | Spacewatch              |
| 409314 | 2004 TV180             | 7 d'octubre de 2004    | Kitt Peak            | Spacewatch              |
| 409315 | 2004 TR190             | 7 d'octubre de 2004    | Kitt Peak            | Spacewatch              |
| 409316 | 2004 TX198             | 7 d'octubre de 2004    | Kitt Peak            | Spacewatch              |
| 409317 | 2004 TN202             | 7 d'octubre de 2004    | Kitt Peak            | Spacewatch              |
| 409318 | 2004 TA221             | 8 de setembre de 2004  | Socorro              | LINEAR                  |
| 409319 | 2004 TU263             | 9 d'octubre de 2004    | Kitt Peak            | Spacewatch              |
| 409320 | 2004 TM277             | 9 d'octubre de 2004    | Kitt Peak            | Spacewatch              |
| 409321 | 2004 TY296             | 10 d'octubre de 2004   | Kitt Peak            | Spacewatch              |
| 409322 | 2004 TN333             | 9 d'octubre de 2004    | Kitt Peak            | Spacewatch              |
| 409323 | 2004 TA341             | 13 d'octubre de 2004   | Kitt Peak            | Spacewatch              |
| 409324 | 2004 TV350             | 10 d'octubre de 2004   | Kitt Peak            | M. W. Buie              |
| 409325 | 2004 TA351             | 10 d'octubre de 2004   | Kitt Peak            | Spacewatch              |
| 409326 | 2004 TC367             | 4 d'octubre de 2004    | Kitt Peak            | Spacewatch              |
| 409327 | 2004 TL367             | 10 d'octubre de 2004   | Socorro              | LINEAR                  |
| 409328 | 2004 TC368             | 7 d'octubre de 2004    | Kitt Peak            | Spacewatch              |
| 409329 | 2004 TZ368             | 7 d'octubre de 2004    | Kitt Peak            | Spacewatch              |
| 409330 | 2004 TF370             | 5 d'octubre de 2004    | Kitt Peak            | Spacewatch              |
| 409331 | 2004 VX                | 3 de novembre de 2004  | Anderson Mesa        | LONEOS                  |
| 409332 | 2004 VP3               | 3 de novembre de 2004  | Kitt Peak            | Spacewatch              |
| 409333 | 2004 VG18              | 4 de novembre de 2004  | Kitt Peak            | Spacewatch              |
| 409334 | 2004 VY37              | 4 de novembre de 2004  | Kitt Peak            | Spacewatch              |
| 409335 | 2004 VX38              | 4 de novembre de 2004  | Kitt Peak            | Spacewatch              |
| 409336 | 2004 VE42              | 15 d'octubre de 2004   | Mount Lemmon         | Mt. Lemmon Survey       |
| 409337 | 2004 VE53              | 5 de novembre de 2004  | Palomar              | NEAT                    |
| 409338 | 2004 VK67              | 9 de novembre de 2004  | Kitt Peak            | M. W. Buie              |
| 409339 | 2004 VM69              | 10 de novembre de 2004 | Kitt Peak            | Spacewatch              |
| 409340 | 2004 VZ71              | 11 de novembre de 2004 | Kitt Peak            | Spacewatch              |
| 409341 | 2004 XX26              | 10 de desembre de 2004 | Socorro              | LINEAR                  |
| 409342 | 2004 XM35              | 12 de desembre de 2004 | Palomar              | NEAT                    |
| 409343 | 2004 XM46              | 9 de desembre de 2004  | Kitt Peak            | Spacewatch              |
| 409344 | 2004 XP48              | 10 de desembre de 2004 | Kitt Peak            | Spacewatch              |
| 409345 | 2004 XQ58              | 10 de desembre de 2004 | Kitt Peak            | Spacewatch              |
| 409346 | 2004 XF68              | 3 de desembre de 2004  | Kitt Peak            | Spacewatch              |
| 409347 | 2004 XJ70              | 11 de desembre de 2004 | Socorro              | LINEAR                  |
| 409348 | 2004 XQ70              | 11 de desembre de 2004 | Socorro              | LINEAR                  |
| 409349 | 2004 XB90              | 11 de desembre de 2004 | Kitt Peak            | Spacewatch              |
| 409350 | 2004 XU90              | 11 de desembre de 2004 | Kitt Peak            | Spacewatch              |
| 409351 | 2004 XR110             | 14 de desembre de 2004 | Socorro              | LINEAR                  |
| 409352 | 2004 XW118             | 12 de desembre de 2004 | Kitt Peak            | Spacewatch              |
| 409353 | 2004 XT128             | 14 de desembre de 2004 | Socorro              | LINEAR                  |
| 409354 | 2004 XE160             | 14 de desembre de 2004 | Kitt Peak            | Spacewatch              |
| 409355 | 2004 XT166             | 2 de desembre de 2004  | Palomar              | NEAT                    |
| 409356 | 2004 XT191             | 12 de desembre de 2004 | Kitt Peak            | Spacewatch              |
| 409357 | 2004 YK23              | 18 de desembre de 2004 | Mount Lemmon         | Mt. Lemmon Survey       |
| 409358 | 2004 YY33              | 17 de desembre de 2004 | Haleakala            | NEAT                    |
| 409359 | 2005 AA1               | 1 de gener de 2005     | Catalina             | CSS                     |
| 409360 | 2005 AG1               | 1 de gener de 2005     | Catalina             | CSS                     |
| 409361 | 2005 AP6               | 6 de gener de 2005     | Socorro              | LINEAR                  |
| 409362 | 2005 AA7               | 6 de gener de 2005     | Catalina             | CSS                     |
| 409363 | 2005 AA17              | 6 de gener de 2005     | Socorro              | LINEAR                  |
| 409364 | 2005 AS18              | 8 de gener de 2005     | Socorro              | LINEAR                  |
| 409365 | 2005 AX33              | 13 de gener de 2005    | Kitt Peak            | Spacewatch              |
| 409366 | 2005 AH44              | 15 de gener de 2005    | Kitt Peak            | Spacewatch              |
| 409367 | 2005 AS44              | 15 de gener de 2005    | Socorro              | LINEAR                  |
| 409368 | 2005 AP52              | 13 de gener de 2005    | Kitt Peak            | Spacewatch              |
| 409369 | 2005 AL70              | 15 de gener de 2005    | Catalina             | CSS                     |
| 409370 | 2005 AH80              | 15 de gener de 2005    | Kitt Peak            | Spacewatch              |
| 409371 | 2005 BQ8               | 16 de gener de 2005    | Socorro              | LINEAR                  |
| 409372 | 2005 BX11              | 17 de gener de 2005    | Kitt Peak            | Spacewatch              |
| 409373 | 2005 BM24              | 17 de gener de 2005    | Catalina             | CSS                     |
| 409374 | 2005 CB12              | 18 de desembre de 2004 | Mount Lemmon         | Mt. Lemmon Survey       |
| 409375 | 2005 CN15              | 16 de gener de 2005    | Kitt Peak            | Spacewatch              |
| 409376 | 2005 CY17              | 17 de gener de 2005    | Kitt Peak            | Spacewatch              |
| 409377 | 2005 CE20              | 2 de febrer de 2005    | Catalina             | CSS                     |
| 409378 | 2005 CW20              | 13 de gener de 2005    | Kitt Peak            | Spacewatch              |
| 409379 | 2005 CK29              | 1 de febrer de 2005    | Kitt Peak            | Spacewatch              |
| 409380 | 2005 CW29              | 1 de febrer de 2005    | Kitt Peak            | Spacewatch              |
| 409381 | 2005 CF44              | 2 de febrer de 2005    | Kitt Peak            | Spacewatch              |
| 409382 | 2005 CT65              | 9 de febrer de 2005    | Kitt Peak            | Spacewatch              |
| 409383 | 2005 DQ1               | 17 de febrer de 2005   | La Silla             | A. Boattini, H. Scholl  |
| 409384 | 2005 EH                | 1 de març de 2005      | Socorro              | LINEAR                  |
| 409385 | 2005 ED16              | 3 de març de 2005      | Kitt Peak            | Spacewatch              |
| 409386 | 2005 EA30              | 5 de març de 2005      | La Silla             | R. Gauderon, R. Behrend |
| 409387 | 2005 EX30              | 3 de març de 2005      | Catalina             | CSS                     |
| 409388 | 2005 EL34              | 3 de març de 2005      | Catalina             | CSS                     |
| 409389 | 2005 EP45              | 3 de març de 2005      | Catalina             | CSS                     |
| 409390 | 2005 ET58              | 4 de març de 2005      | Kitt Peak            | Spacewatch              |
| 409391 | 2005 EV66              | 4 de març de 2005      | Mount Lemmon         | Mt. Lemmon Survey       |
| 409392 | 2005 EM73              | 3 de març de 2005      | Kitt Peak            | Spacewatch              |
| 409393 | 2005 ER97              | 3 de març de 2005      | Catalina             | CSS                     |
| 409394 | 2005 EE103             | 4 de març de 2005      | Kitt Peak            | Spacewatch              |
| 409395 | 2005 EF174             | 8 de març de 2005      | Kitt Peak            | Spacewatch              |
| 409396 | 2005 EX184             | 9 de març de 2005      | Kitt Peak            | Spacewatch              |
| 409397 | 2005 EF202             | 8 de març de 2005      | Socorro              | LINEAR                  |
| 409398 | 2005 EA207             | 13 de març de 2005     | Kitt Peak            | Spacewatch              |
| 409399 | 2005 EE225             | 13 de març de 2005     | Socorro              | LINEAR                  |
| 409400 | 2005 EW245             | 12 de març de 2005     | Kitt Peak            | Spacewatch              |

## 409401-409500
| Nom    | Designació provisional | Data de descobriment   | Lloc de descobriment | Descobridor/s        |
| ------ | ---------------------- | ---------------------- | -------------------- | -------------------- |
| 409401 | 2005 EF261             | 12 de març de 2005     | Socorro              | LINEAR               |
| 409402 | 2005 EA270             | 11 de març de 2005     | Kitt Peak            | Spacewatch           |
| 409403 | 2005 EF276             | 8 de març de 2005      | Mount Lemmon         | Mt. Lemmon Survey    |
| 409404 | 2005 EK297             | 11 de març de 2005     | Kitt Peak            | M. W. Buie           |
| 409405 | 2005 GL14              | 2 d'abril de 2005      | Kitt Peak            | Spacewatch           |
| 409406 | 2005 GY33              | 5 d'abril de 2005      | Goodricke-Pigott     | R. A. Tucker         |
| 409407 | 2005 GO60              | 6 d'abril de 2005      | Anderson Mesa        | LONEOS               |
| 409408 | 2005 GV94              | 6 d'abril de 2005      | Kitt Peak            | Spacewatch           |
| 409409 | 2005 GC119             | 11 d'abril de 2005     | Mount Lemmon         | Mt. Lemmon Survey    |
| 409410 | 2005 GX122             | 6 d'abril de 2005      | Mount Lemmon         | Mt. Lemmon Survey    |
| 409411 | 2005 GV140             | 3 de març de 2005      | Kitt Peak            | Spacewatch           |
| 409412 | 2005 GL163             | 10 d'abril de 2005     | Mount Lemmon         | Mt. Lemmon Survey    |
| 409413 | 2005 GO168             | 12 d'abril de 2005     | Kitt Peak            | Spacewatch           |
| 409414 | 2005 GE176             | 14 d'abril de 2005     | Kitt Peak            | Spacewatch           |
| 409415 | 2005 GL178             | 15 d'abril de 2005     | Kitt Peak            | Spacewatch           |
| 409416 | 2005 GR200             | 4 d'abril de 2005      | Mount Lemmon         | Mt. Lemmon Survey    |
| 409417 | 2005 GK205             | 11 d'abril de 2005     | Kitt Peak            | M. W. Buie           |
| 409418 | 2005 JK5               | 1 de maig de 2005      | Palomar              | NEAT                 |
| 409419 | 2005 JO43              | 8 de maig de 2005      | Kitt Peak            | Spacewatch           |
| 409420 | 2005 JL75              | 15 d'abril de 2005     | Catalina             | CSS                  |
| 409421 | 2005 JD97              | 8 de maig de 2005      | Kitt Peak            | Spacewatch           |
| 409422 | 2005 JG98              | 8 de maig de 2005      | Kitt Peak            | Spacewatch           |
| 409423 | 2005 JQ125             | 11 de maig de 2005     | Kitt Peak            | Spacewatch           |
| 409424 | 2005 JD133             | 14 de maig de 2005     | Kitt Peak            | Spacewatch           |
| 409425 | 2005 JU143             | 15 de maig de 2005     | Mount Lemmon         | Mt. Lemmon Survey    |
| 409426 | 2005 LN21              | 6 de juny de 2005      | Kitt Peak            | Spacewatch           |
| 409427 | 2005 LW32              | 9 de juny de 2005      | Kitt Peak            | Spacewatch           |
| 409428 | 2005 LZ50              | 13 de juny de 2005     | Mount Lemmon         | Mt. Lemmon Survey    |
| 409429 | 2005 MX35              | 30 de juny de 2005     | Kitt Peak            | Spacewatch           |
| 409430 | 2005 NE44              | 15 de juny de 2005     | Mount Lemmon         | Mt. Lemmon Survey    |
| 409431 | 2005 NB52              | 28 de juny de 2005     | Kitt Peak            | Spacewatch           |
| 409432 | 2005 NZ77              | 11 de juliol de 2005   | Kitt Peak            | Spacewatch           |
| 409433 | 2005 NZ90              | 5 de juliol de 2005    | Mount Lemmon         | Mt. Lemmon Survey    |
| 409434 | 2005 NB101             | 8 de juliol de 2005    | Anderson Mesa        | LONEOS               |
| 409435 | 2005 NC107             | 22 de desembre de 2003 | Kitt Peak            | Spacewatch           |
| 409436 | 2005 OD11              | 28 de juliol de 2005   | Palomar              | NEAT                 |
| 409437 | 2005 OV13              | 15 de març de 2004     | Kitt Peak            | Spacewatch           |
| 409438 | 2005 OA16              | 29 de juliol de 2005   | Palomar              | NEAT                 |
| 409439 | 2005 OP19              | 28 de juliol de 2005   | Palomar              | NEAT                 |
| 409440 | 2005 OK31              | 27 de juliol de 2005   | Siding Spring        | Siding Spring Survey |
| 409441 | 2005 PB21              | 6 d'agost de 2005      | Palomar              | NEAT                 |
| 409442 | 2005 QD5               | 24 d'agost de 2005     | Siding Spring        | Siding Spring Survey |
| 409443 | 2005 QX34              | 25 d'agost de 2005     | Palomar              | NEAT                 |
| 409444 | 2005 QO41              | 9 de juliol de 2005    | Catalina             | CSS                  |
| 409445 | 2005 QU59              | 25 d'agost de 2005     | Palomar              | NEAT                 |
| 409446 | 2005 QG66              | 27 d'agost de 2005     | Anderson Mesa        | LONEOS               |
| 409447 | 2005 QJ77              | 17 de juny de 2005     | Mount Lemmon         | Mt. Lemmon Survey    |
| 409448 | 2005 QV100             | 27 d'agost de 2005     | Palomar              | NEAT                 |
| 409449 | 2005 QK106             | 27 d'agost de 2005     | Palomar              | NEAT                 |
| 409450 | 2005 QM114             | 27 d'agost de 2005     | Palomar              | NEAT                 |
| 409451 | 2005 QL122             | 28 d'agost de 2005     | Kitt Peak            | Spacewatch           |
| 409452 | 2005 QC134             | 28 d'agost de 2005     | Kitt Peak            | Spacewatch           |
| 409453 | 2005 QW135             | 28 d'agost de 2005     | Kitt Peak            | Spacewatch           |
| 409454 | 2005 QQ139             | 28 d'agost de 2005     | Kitt Peak            | Spacewatch           |
| 409455 | 2005 QM163             | 30 d'agost de 2005     | Kitt Peak            | Spacewatch           |
| 409456 | 2005 QO163             | 30 d'agost de 2005     | Kitt Peak            | Spacewatch           |
| 409457 | 2005 QE165             | 31 d'agost de 2005     | Palomar              | NEAT                 |
| 409458 | 2005 QH181             | 30 d'agost de 2005     | Anderson Mesa        | LONEOS               |
| 409459 | 2005 QL187             | 31 d'agost de 2005     | Kitt Peak            | Spacewatch           |
| 409460 | 2005 RU7               | 8 de setembre de 2005  | Socorro              | LINEAR               |
| 409461 | 2005 RY51              | 3 de setembre de 2005  | Catalina             | CSS                  |
| 409462 | 2005 SP3               | 23 de setembre de 2005 | Kitt Peak            | Spacewatch           |
| 409463 | 2005 SZ15              | 1 de setembre de 2005  | Kitt Peak            | Spacewatch           |
| 409464 | 2005 SK16              | 30 d'agost de 2005     | Anderson Mesa        | LONEOS               |
| 409465 | 2005 SG21              | 26 de setembre de 2005 | Kitt Peak            | Spacewatch           |
| 409466 | 2005 SQ26              | 23 de setembre de 2005 | Kitt Peak            | Spacewatch           |
| 409467 | 2005 SU31              | 23 de setembre de 2005 | Kitt Peak            | Spacewatch           |
| 409468 | 2005 SJ34              | 23 de setembre de 2005 | Kitt Peak            | Spacewatch           |
| 409469 | 2005 SO41              | 24 de setembre de 2005 | Kitt Peak            | Spacewatch           |
| 409470 | 2005 SC48              | 24 de setembre de 2005 | Kitt Peak            | Spacewatch           |
| 409471 | 2005 SX48              | 24 de setembre de 2005 | Kitt Peak            | Spacewatch           |
| 409472 | 2005 SD50              | 24 de setembre de 2005 | Kitt Peak            | Spacewatch           |
| 409473 | 2005 SN54              | 25 de setembre de 2005 | Kitt Peak            | Spacewatch           |
| 409474 | 2005 SO54              | 25 de setembre de 2005 | Kitt Peak            | Spacewatch           |
| 409475 | 2005 SP54              | 25 de setembre de 2005 | Kitt Peak            | Spacewatch           |
| 409476 | 2005 SN57              | 26 de setembre de 2005 | Kitt Peak            | Spacewatch           |
| 409477 | 2005 SP64              | 26 de setembre de 2005 | Kitt Peak            | Spacewatch           |
| 409478 | 2005 SN76              | 24 de setembre de 2005 | Kitt Peak            | Spacewatch           |
| 409479 | 2005 SX76              | 24 de setembre de 2005 | Kitt Peak            | Spacewatch           |
| 409480 | 2005 SW78              | 24 de setembre de 2005 | Kitt Peak            | Spacewatch           |
| 409481 | 2005 SN82              | 24 de setembre de 2005 | Kitt Peak            | Spacewatch           |
| 409482 | 2005 ST83              | 24 de setembre de 2005 | Kitt Peak            | Spacewatch           |
| 409483 | 2005 SH91              | 24 de setembre de 2005 | Kitt Peak            | Spacewatch           |
| 409484 | 2005 SE98              | 25 de setembre de 2005 | Kitt Peak            | Spacewatch           |
| 409485 | 2005 SB105             | 25 de setembre de 2005 | Palomar              | NEAT                 |
| 409486 | 2005 SR107             | 26 de setembre de 2005 | Catalina             | CSS                  |
| 409487 | 2005 SP109             | 26 de setembre de 2005 | Kitt Peak            | Spacewatch           |
| 409488 | 2005 SP112             | 26 de setembre de 2005 | Catalina             | CSS                  |
| 409489 | 2005 SS112             | 26 de setembre de 2005 | Palomar              | NEAT                 |
| 409490 | 2005 SQ122             | 29 d'agost de 2005     | Anderson Mesa        | LONEOS               |
| 409491 | 2005 SJ130             | 24 de setembre de 2005 | Kitt Peak            | Spacewatch           |
| 409492 | 2005 SE131             | 29 de setembre de 2005 | Mount Lemmon         | Mt. Lemmon Survey    |
| 409493 | 2005 SG146             | 25 de setembre de 2005 | Catalina             | CSS                  |
| 409494 | 2005 SJ154             | 1 de setembre de 2005  | Kitt Peak            | Spacewatch           |
| 409495 | 2005 SV177             | 29 de setembre de 2005 | Kitt Peak            | Spacewatch           |
| 409496 | 2005 SD182             | 24 de setembre de 2005 | Kitt Peak            | Spacewatch           |
| 409497 | 2005 SY182             | 29 de setembre de 2005 | Kitt Peak            | Spacewatch           |
| 409498 | 2005 SC207             | 30 de setembre de 2005 | Mount Lemmon         | Mt. Lemmon Survey    |
| 409499 | 2005 SY212             | 30 de setembre de 2005 | Mount Lemmon         | Mt. Lemmon Survey    |
| 409500 | 2005 SW215             | 12 de setembre de 2005 | Socorro              | LINEAR               |

## 409501-409600
| Nom    | Designació provisional | Data de descobriment   | Lloc de descobriment | Descobridor/s     |
| ------ | ---------------------- | ---------------------- | -------------------- | ----------------- |
| 409501 | 2005 SL223             | 29 de setembre de 2005 | Kitt Peak            | Spacewatch        |
| 409502 | 2005 SZ234             | 29 de setembre de 2005 | Mount Lemmon         | Mt. Lemmon Survey |
| 409503 | 2005 SL241             | 30 de setembre de 2005 | Kitt Peak            | Spacewatch        |
| 409504 | 2005 SY246             | 30 de setembre de 2005 | Kitt Peak            | Spacewatch        |
| 409505 | 2005 ST258             | 23 de setembre de 2005 | Catalina             | CSS               |
| 409506 | 2005 SU262             | 23 de setembre de 2005 | Kitt Peak            | Spacewatch        |
| 409507 | 2005 SX264             | 25 de setembre de 2005 | Kitt Peak            | Spacewatch        |
| 409508 | 2005 SB286             | 25 de setembre de 2005 | Apache Point         | A. C. Becker      |
| 409509 | 2005 SX291             | 27 de setembre de 2005 | Kitt Peak            | Spacewatch        |
| 409510 | 2005 TM3               | 12 de setembre de 2005 | Socorro              | LINEAR            |
| 409511 | 2005 TC4               | 1 d'octubre de 2005    | Anderson Mesa        | LONEOS            |
| 409512 | 2005 TL22              | 1 de setembre de 2005  | Kitt Peak            | Spacewatch        |
| 409513 | 2005 TL38              | 1 d'octubre de 2005    | Mount Lemmon         | Mt. Lemmon Survey |
| 409514 | 2005 TG52              | 5 d'octubre de 2005    | Kitt Peak            | Spacewatch        |
| 409515 | 2005 TY53              | 1 d'octubre de 2005    | Socorro              | LINEAR            |
| 409516 | 2005 TJ54              | 1 d'octubre de 2005    | Mount Lemmon         | Mt. Lemmon Survey |
| 409517 | 2005 TE60              | 3 d'octubre de 2005    | Kitt Peak            | Spacewatch        |
| 409518 | 2005 TG62              | 4 d'octubre de 2005    | Mount Lemmon         | Mt. Lemmon Survey |
| 409519 | 2005 TQ74              | 23 de setembre de 2005 | Anderson Mesa        | LONEOS            |
| 409520 | 2005 TP77              | 6 d'octubre de 2005    | Catalina             | CSS               |
| 409521 | 2005 TM81              | 3 d'octubre de 2005    | Kitt Peak            | Spacewatch        |
| 409522 | 2005 TD89              | 5 d'octubre de 2005    | Mount Lemmon         | Mt. Lemmon Survey |
| 409523 | 2005 TS108             | 29 de setembre de 2005 | Kitt Peak            | Spacewatch        |
| 409524 | 2005 TO110             | 7 d'octubre de 2005    | Kitt Peak            | Spacewatch        |
| 409525 | 2005 TR112             | 7 d'octubre de 2005    | Kitt Peak            | Spacewatch        |
| 409526 | 2005 TX112             | 27 de setembre de 2005 | Kitt Peak            | Spacewatch        |
| 409527 | 2005 TE115             | 7 d'octubre de 2005    | Kitt Peak            | Spacewatch        |
| 409528 | 2005 TP127             | 7 d'octubre de 2005    | Kitt Peak            | Spacewatch        |
| 409529 | 2005 TY131             | 7 d'octubre de 2005    | Kitt Peak            | Spacewatch        |
| 409530 | 2005 TB138             | 1 d'octubre de 2005    | Socorro              | LINEAR            |
| 409531 | 2005 TG138             | 7 d'octubre de 2005    | Catalina             | CSS               |
| 409532 | 2005 TT142             | 8 d'octubre de 2005    | Kitt Peak            | Spacewatch        |
| 409533 | 2005 TU143             | 29 de setembre de 2005 | Kitt Peak            | Spacewatch        |
| 409534 | 2005 TQ149             | 8 d'octubre de 2005    | Kitt Peak            | Spacewatch        |
| 409535 | 2005 TO163             | 9 d'octubre de 2005    | Kitt Peak            | Spacewatch        |
| 409536 | 2005 TP175             | 3 d'octubre de 2005    | Catalina             | CSS               |
| 409537 | 2005 TH178             | 1 d'octubre de 2005    | Catalina             | CSS               |
| 409538 | 2005 TQ187             | 27 de setembre de 2005 | Kitt Peak            | Spacewatch        |
| 409539 | 2005 UV3               | 26 d'octubre de 2005   | Socorro              | LINEAR            |
| 409540 | 2005 UM11              | 22 d'octubre de 2005   | Kitt Peak            | Spacewatch        |
| 409541 | 2005 UV14              | 22 d'octubre de 2005   | Kitt Peak            | Spacewatch        |
| 409542 | 2005 UP22              | 23 d'octubre de 2005   | Kitt Peak            | Spacewatch        |
| 409543 | 2005 UF38              | 24 d'octubre de 2005   | Kitt Peak            | Spacewatch        |
| 409544 | 2005 UU38              | 24 d'octubre de 2005   | Kitt Peak            | Spacewatch        |
| 409545 | 2005 UX56              | 23 d'octubre de 2005   | Catalina             | CSS               |
| 409546 | 2005 UG59              | 1 d'octubre de 2005    | Mount Lemmon         | Mt. Lemmon Survey |
| 409547 | 2005 UL69              | 1 d'octubre de 2005    | Anderson Mesa        | LONEOS            |
| 409548 | 2005 UV69              | 23 d'octubre de 2005   | Catalina             | CSS               |
| 409549 | 2005 UJ74              | 1 d'octubre de 2005    | Socorro              | LINEAR            |
| 409550 | 2005 UX74              | 23 d'octubre de 2005   | Catalina             | CSS               |
| 409551 | 2005 UV77              | 30 de setembre de 2005 | Kitt Peak            | Spacewatch        |
| 409552 | 2005 UP92              | 22 d'octubre de 2005   | Kitt Peak            | Spacewatch        |
| 409553 | 2005 UQ93              | 22 d'octubre de 2005   | Kitt Peak            | Spacewatch        |
| 409554 | 2005 UM94              | 22 d'octubre de 2005   | Kitt Peak            | Spacewatch        |
| 409555 | 2005 UA95              | 22 d'octubre de 2005   | Kitt Peak            | Spacewatch        |
| 409556 | 2005 UO99              | 22 d'octubre de 2005   | Kitt Peak            | Spacewatch        |
| 409557 | 2005 UV100             | 22 d'octubre de 2005   | Kitt Peak            | Spacewatch        |
| 409558 | 2005 UX103             | 22 d'octubre de 2005   | Kitt Peak            | Spacewatch        |
| 409559 | 2005 UO109             | 22 d'octubre de 2005   | Kitt Peak            | Spacewatch        |
| 409560 | 2005 UY109             | 22 d'octubre de 2005   | Kitt Peak            | Spacewatch        |
| 409561 | 2005 UR113             | 22 d'octubre de 2005   | Kitt Peak            | Spacewatch        |
| 409562 | 2005 UV114             | 22 d'octubre de 2005   | Palomar              | NEAT              |
| 409563 | 2005 UO115             | 23 d'octubre de 2005   | Kitt Peak            | Spacewatch        |
| 409564 | 2005 UX120             | 24 d'octubre de 2005   | Kitt Peak            | Spacewatch        |
| 409565 | 2005 UD121             | 24 d'octubre de 2005   | Kitt Peak            | Spacewatch        |
| 409566 | 2005 UV124             | 24 d'octubre de 2005   | Kitt Peak            | Spacewatch        |
| 409567 | 2005 UC148             | 26 d'octubre de 2005   | Kitt Peak            | Spacewatch        |
| 409568 | 2005 UE157             | 27 d'octubre de 2005   | Mount Lemmon         | Mt. Lemmon Survey |
| 409569 | 2005 UC168             | 9 d'octubre de 2005    | Kitt Peak            | Spacewatch        |
| 409570 | 2005 UR170             | 24 d'octubre de 2005   | Kitt Peak            | Spacewatch        |
| 409571 | 2005 UT180             | 24 d'octubre de 2005   | Kitt Peak            | Spacewatch        |
| 409572 | 2005 UK182             | 24 d'octubre de 2005   | Kitt Peak            | Spacewatch        |
| 409573 | 2005 UZ183             | 25 d'octubre de 2005   | Mount Lemmon         | Mt. Lemmon Survey |
| 409574 | 2005 UP191             | 27 d'octubre de 2005   | Mount Lemmon         | Mt. Lemmon Survey |
| 409575 | 2005 UM197             | 25 d'octubre de 2005   | Mount Lemmon         | Mt. Lemmon Survey |
| 409576 | 2005 UT197             | 25 d'octubre de 2005   | Kitt Peak            | Spacewatch        |
| 409577 | 2005 UB198             | 25 d'octubre de 2005   | Kitt Peak            | Spacewatch        |
| 409578 | 2005 UK199             | 25 d'octubre de 2005   | Kitt Peak            | Spacewatch        |
| 409579 | 2005 UJ206             | 27 d'octubre de 2005   | Kitt Peak            | Spacewatch        |
| 409580 | 2005 UC216             | 25 d'octubre de 2005   | Kitt Peak            | Spacewatch        |
| 409581 | 2005 UU216             | 26 d'octubre de 2005   | Kitt Peak            | Spacewatch        |
| 409582 | 2005 UM223             | 25 d'octubre de 2005   | Kitt Peak            | Spacewatch        |
| 409583 | 2005 UU223             | 25 d'octubre de 2005   | Kitt Peak            | Spacewatch        |
| 409584 | 2005 UZ228             | 25 d'octubre de 2005   | Kitt Peak            | Spacewatch        |
| 409585 | 2005 UO234             | 25 d'octubre de 2005   | Kitt Peak            | Spacewatch        |
| 409586 | 2005 UQ243             | 25 d'octubre de 2005   | Kitt Peak            | Spacewatch        |
| 409587 | 2005 UJ251             | 23 d'octubre de 2005   | Catalina             | CSS               |
| 409588 | 2005 UC270             | 28 d'octubre de 2005   | Catalina             | CSS               |
| 409589 | 2005 UD270             | 28 d'octubre de 2005   | Catalina             | CSS               |
| 409590 | 2005 UA287             | 26 d'octubre de 2005   | Kitt Peak            | Spacewatch        |
| 409591 | 2005 UU289             | 20 de setembre de 1995 | Kitt Peak            | Spacewatch        |
| 409592 | 2005 UG291             | 26 d'octubre de 2005   | Kitt Peak            | Spacewatch        |
| 409593 | 2005 UK295             | 26 d'octubre de 2005   | Kitt Peak            | Spacewatch        |
| 409594 | 2005 UA307             | 27 d'octubre de 2005   | Mount Lemmon         | Mt. Lemmon Survey |
| 409595 | 2005 UP319             | 27 d'octubre de 2005   | Kitt Peak            | Spacewatch        |
| 409596 | 2005 UL331             | 12 d'octubre de 2005   | Kitt Peak            | Spacewatch        |
| 409597 | 2005 UC352             | 29 d'octubre de 2005   | Catalina             | CSS               |
| 409598 | 2005 UJ353             | 29 d'octubre de 2005   | Catalina             | CSS               |
| 409599 | 2005 UB361             | 27 d'octubre de 2005   | Kitt Peak            | Spacewatch        |
| 409600 | 2005 UG364             | 27 d'octubre de 2005   | Kitt Peak            | Spacewatch        |

## 409601-409700
| Nom    | Designació provisional | Data de descobriment   | Lloc de descobriment | Descobridor/s     |
| ------ | ---------------------- | ---------------------- | -------------------- | ----------------- |
| 409601 | 2005 US368             | 22 d'octubre de 2005   | Kitt Peak            | Spacewatch        |
| 409602 | 2005 UH376             | 27 d'octubre de 2005   | Kitt Peak            | Spacewatch        |
| 409603 | 2005 UU385             | 28 d'octubre de 2005   | Mount Lemmon         | Mt. Lemmon Survey |
| 409604 | 2005 UR390             | 24 de setembre de 2005 | Kitt Peak            | Spacewatch        |
| 409605 | 2005 US402             | 28 d'octubre de 2005   | Catalina             | CSS               |
| 409606 | 2005 UZ423             | 5 d'octubre de 2005    | Kitt Peak            | Spacewatch        |
| 409607 | 2005 UR428             | 28 d'octubre de 2005   | Kitt Peak            | Spacewatch        |
| 409608 | 2005 UP483             | 22 d'octubre de 2005   | Catalina             | CSS               |
| 409609 | 2005 UZ486             | 23 d'octubre de 2005   | Catalina             | CSS               |
| 409610 | 2005 UG502             | 29 d'octubre de 2005   | Catalina             | CSS               |
| 409611 | 2005 UK510             | 25 d'octubre de 2005   | Catalina             | CSS               |
| 409612 | 2005 UZ513             | 28 d'octubre de 2005   | Kitt Peak            | Spacewatch        |
| 409613 | 2005 UC523             | 30 de setembre de 2005 | Mount Lemmon         | Mt. Lemmon Survey |
| 409614 | 2005 VB23              | 1 de novembre de 2005  | Kitt Peak            | Spacewatch        |
| 409615 | 2005 VD29              | 25 d'octubre de 2005   | Kitt Peak            | Spacewatch        |
| 409616 | 2005 VE33              | 5 de novembre de 2005  | Kitt Peak            | Spacewatch        |
| 409617 | 2005 VJ51              | 3 de novembre de 2005  | Catalina             | CSS               |
| 409618 | 2005 VN96              | 7 de novembre de 2005  | Socorro              | LINEAR            |
| 409619 | 2005 VO117             | 30 d'octubre de 2005   | Kitt Peak            | Spacewatch        |
| 409620 | 2005 WN                | 25 d'octubre de 2005   | Mount Lemmon         | Mt. Lemmon Survey |
| 409621 | 2005 WH5               | 10 de novembre de 2005 | Catalina             | CSS               |
| 409622 | 2005 WV9               | 21 de novembre de 2005 | Kitt Peak            | Spacewatch        |
| 409623 | 2005 WU13              | 22 de novembre de 2005 | Kitt Peak            | Spacewatch        |
| 409624 | 2005 WX14              | 22 de novembre de 2005 | Kitt Peak            | Spacewatch        |
| 409625 | 2005 WG43              | 1 de novembre de 2005  | Mount Lemmon         | Mt. Lemmon Survey |
| 409626 | 2005 WL44              | 3 de novembre de 2005  | Kitt Peak            | Spacewatch        |
| 409627 | 2005 WT56              | 25 d'octubre de 2005   | Mount Lemmon         | Mt. Lemmon Survey |
| 409628 | 2005 WS66              | 22 de novembre de 2005 | Kitt Peak            | Spacewatch        |
| 409629 | 2005 WA67              | 22 de novembre de 2005 | Kitt Peak            | Spacewatch        |
| 409630 | 2005 WH116             | 30 de novembre de 2005 | Socorro              | LINEAR            |
| 409631 | 2005 WV126             | 25 d'octubre de 2005   | Catalina             | CSS               |
| 409632 | 2005 WW142             | 25 d'octubre de 2005   | Mount Lemmon         | Mt. Lemmon Survey |
| 409633 | 2005 WX156             | 30 de novembre de 2005 | Kitt Peak            | Spacewatch        |
| 409634 | 2005 WG160             | 30 de novembre de 2005 | Mount Lemmon         | Mt. Lemmon Survey |
| 409635 | 2005 WJ160             | 30 de novembre de 2005 | Kitt Peak            | Spacewatch        |
| 409636 | 2005 WC175             | 30 de novembre de 2005 | Kitt Peak            | Spacewatch        |
| 409637 | 2005 WL208             | 28 de novembre de 2005 | Kitt Peak            | Spacewatch        |
| 409638 | 2005 XX26              | 4 de desembre de 2005  | Kitt Peak            | Spacewatch        |
| 409639 | 2005 XH27              | 4 de desembre de 2005  | Kitt Peak            | Spacewatch        |
| 409640 | 2005 XN34              | 4 de desembre de 2005  | Kitt Peak            | Spacewatch        |
| 409641 | 2005 XY41              | 2 de desembre de 2005  | Socorro              | LINEAR            |
| 409642 | 2005 XN54              | 5 de desembre de 2005  | Kitt Peak            | Spacewatch        |
| 409643 | 2005 XP64              | 7 de desembre de 2005  | Kitt Peak            | Spacewatch        |
| 409644 | 2005 XC70              | 28 de novembre de 2005 | Kitt Peak            | Spacewatch        |
| 409645 | 2005 XK81              | 7 de desembre de 2005  | Kitt Peak            | Spacewatch        |
| 409646 | 2005 XZ91              | 4 de desembre de 2005  | Socorro              | LINEAR            |
| 409647 | 2005 YK2               | 21 de desembre de 2005 | Kitt Peak            | Spacewatch        |
| 409648 | 2005 YW5               | 21 de desembre de 2005 | Kitt Peak            | Spacewatch        |
| 409649 | 2005 YF13              | 22 de desembre de 2005 | Kitt Peak            | Spacewatch        |
| 409650 | 2005 YH15              | 22 de desembre de 2005 | Kitt Peak            | Spacewatch        |
| 409651 | 2005 YA25              | 24 de desembre de 2005 | Kitt Peak            | Spacewatch        |
| 409652 | 2005 YD49              | 22 de desembre de 2005 | Kitt Peak            | Spacewatch        |
| 409653 | 2005 YM50              | 25 de desembre de 2005 | Kitt Peak            | Spacewatch        |
| 409654 | 2005 YG54              | 25 de desembre de 2005 | Kitt Peak            | Spacewatch        |
| 409655 | 2005 YS61              | 2 de desembre de 2005  | Mount Lemmon         | Mt. Lemmon Survey |
| 409656 | 2005 YH63              | 24 de desembre de 2005 | Kitt Peak            | Spacewatch        |
| 409657 | 2005 YX95              | 25 de desembre de 2005 | Kitt Peak            | Spacewatch        |
| 409658 | 2005 YH107             | 25 de desembre de 2005 | Mount Lemmon         | Mt. Lemmon Survey |
| 409659 | 2005 YE117             | 25 de desembre de 2005 | Kitt Peak            | Spacewatch        |
| 409660 | 2005 YC119             | 26 de desembre de 2005 | Mount Lemmon         | Mt. Lemmon Survey |
| 409661 | 2005 YK125             | 5 de desembre de 2005  | Mount Lemmon         | Mt. Lemmon Survey |
| 409662 | 2005 YV129             | 24 de desembre de 2005 | Kitt Peak            | Spacewatch        |
| 409663 | 2005 YE130             | 24 de desembre de 2005 | Kitt Peak            | Spacewatch        |
| 409664 | 2005 YG136             | 26 de desembre de 2005 | Kitt Peak            | Spacewatch        |
| 409665 | 2005 YQ138             | 26 de desembre de 2005 | Kitt Peak            | Spacewatch        |
| 409666 | 2005 YY151             | 26 de desembre de 2005 | Kitt Peak            | Spacewatch        |
| 409667 | 2005 YH153             | 29 de desembre de 2005 | Socorro              | LINEAR            |
| 409668 | 2005 YA206             | 27 de desembre de 2005 | Kitt Peak            | Spacewatch        |
| 409669 | 2005 YH232             | 4 de desembre de 2005  | Kitt Peak            | Spacewatch        |
| 409670 | 2005 YG233             | 28 de desembre de 2005 | Mount Lemmon         | Mt. Lemmon Survey |
| 409671 | 2005 YY236             | 28 de desembre de 2005 | Kitt Peak            | Spacewatch        |
| 409672 | 2005 YG238             | 29 de novembre de 2005 | Mount Lemmon         | Mt. Lemmon Survey |
| 409673 | 2005 YK247             | 30 de desembre de 2005 | Mount Lemmon         | Mt. Lemmon Survey |
| 409674 | 2005 YJ266             | 13 d'octubre de 2005   | Kitt Peak            | Spacewatch        |
| 409675 | 2005 YR290             | 30 de desembre de 2005 | Mount Lemmon         | Mt. Lemmon Survey |
| 409676 | 2006 AO3               | 5 de gener de 2006     | Kitt Peak            | Spacewatch        |
| 409677 | 2006 AW10              | 4 de gener de 2006     | Kitt Peak            | Spacewatch        |
| 409678 | 2006 AU16              | 10 de desembre de 2005 | Kitt Peak            | Spacewatch        |
| 409679 | 2006 AU30              | 4 de gener de 2006     | Kitt Peak            | Spacewatch        |
| 409680 | 2006 AN32              | 27 de desembre de 2005 | Kitt Peak            | Spacewatch        |
| 409681 | 2006 AE35              | 22 de desembre de 2005 | Kitt Peak            | Spacewatch        |
| 409682 | 2006 AM35              | 4 de gener de 2006     | Kitt Peak            | Spacewatch        |
| 409683 | 2006 AJ48              | 8 de gener de 2006     | Mount Lemmon         | Mt. Lemmon Survey |
| 409684 | 2006 AN51              | 30 de novembre de 2005 | Mount Lemmon         | Mt. Lemmon Survey |
| 409685 | 2006 AB53              | 5 de gener de 2006     | Kitt Peak            | Spacewatch        |
| 409686 | 2006 AE54              | 5 de gener de 2006     | Kitt Peak            | Spacewatch        |
| 409687 | 2006 AG57              | 28 de desembre de 2005 | Kitt Peak            | Spacewatch        |
| 409688 | 2006 AU69              | 6 de gener de 2006     | Kitt Peak            | Spacewatch        |
| 409689 | 2006 AZ78              | 1 d'octubre de 2005    | Mount Lemmon         | Mt. Lemmon Survey |
| 409690 | 2006 AU84              | 6 de gener de 2006     | Anderson Mesa        | LONEOS            |
| 409691 | 2006 AH94              | 8 de gener de 2006     | Kitt Peak            | Spacewatch        |
| 409692 | 2006 AD101             | 7 de gener de 2006     | Mount Lemmon         | Mt. Lemmon Survey |
| 409693 | 2006 BQ9               | 22 de gener de 2006    | Anderson Mesa        | LONEOS            |
| 409694 | 2006 BP19              | 8 de gener de 2006     | Kitt Peak            | Spacewatch        |
| 409695 | 2006 BW22              | 22 de gener de 2006    | Mount Lemmon         | Mt. Lemmon Survey |
| 409696 | 2006 BP33              | 21 de gener de 2006    | Kitt Peak            | Spacewatch        |
| 409697 | 2006 BN37              | 6 de gener de 2006     | Kitt Peak            | Spacewatch        |
| 409698 | 2006 BN46              | 23 de gener de 2006    | Mount Lemmon         | Mt. Lemmon Survey |
| 409699 | 2006 BZ53              | 25 de gener de 2006    | Kitt Peak            | Spacewatch        |
| 409700 | 2006 BZ74              | 23 de gener de 2006    | Kitt Peak            | Spacewatch        |

## 409701-409800
| Nom    | Designació provisional | Data de descobriment   | Lloc de descobriment | Descobridor/s     |
| ------ | ---------------------- | ---------------------- | -------------------- | ----------------- |
| 409701 | 2006 BM98              | 24 de gener de 2006    | Saint-Sulpice        | B. Christophe     |
| 409702 | 2006 BX107             | 25 de gener de 2006    | Kitt Peak            | Spacewatch        |
| 409703 | 2006 BP109             | 25 de gener de 2006    | Kitt Peak            | Spacewatch        |
| 409704 | 2006 BR111             | 25 de gener de 2006    | Kitt Peak            | Spacewatch        |
| 409705 | 2006 BS121             | 7 de gener de 2006     | Mount Lemmon         | Mt. Lemmon Survey |
| 409706 | 2006 BN128             | 26 de gener de 2006    | Mount Lemmon         | Mt. Lemmon Survey |
| 409707 | 2006 BO131             | 6 de gener de 2006     | Mount Lemmon         | Mt. Lemmon Survey |
| 409708 | 2006 BN144             | 23 de gener de 2006    | Catalina             | CSS               |
| 409709 | 2006 BR144             | 23 de gener de 2006    | Catalina             | CSS               |
| 409710 | 2006 BR163             | 26 de gener de 2006    | Mount Lemmon         | Mt. Lemmon Survey |
| 409711 | 2006 BU167             | 26 de gener de 2006    | Mount Lemmon         | Mt. Lemmon Survey |
| 409712 | 2006 BB174             | 27 de gener de 2006    | Kitt Peak            | Spacewatch        |
| 409713 | 2006 BS176             | 27 de gener de 2006    | Kitt Peak            | Spacewatch        |
| 409714 | 2006 BN178             | 10 de gener de 2006    | Mount Lemmon         | Mt. Lemmon Survey |
| 409715 | 2006 BW195             | 30 de gener de 2006    | Kitt Peak            | Spacewatch        |
| 409716 | 2006 BP204             | 25 de gener de 2006    | Kitt Peak            | Spacewatch        |
| 409717 | 2006 BG205             | 31 de gener de 2006    | Kitt Peak            | Spacewatch        |
| 409718 | 2006 BV225             | 30 de gener de 2006    | Kitt Peak            | Spacewatch        |
| 409719 | 2006 BP254             | 31 de gener de 2006    | Kitt Peak            | Spacewatch        |
| 409720 | 2006 BK255             | 31 de gener de 2006    | Kitt Peak            | Spacewatch        |
| 409721 | 2006 BX262             | 21 de gener de 2006    | Kitt Peak            | Spacewatch        |
| 409722 | 2006 BM263             | 31 de gener de 2006    | Kitt Peak            | Spacewatch        |
| 409723 | 2006 BO277             | 25 de gener de 2006    | Kitt Peak            | Spacewatch        |
| 409724 | 2006 BP280             | 31 de gener de 2006    | Kitt Peak            | Spacewatch        |
| 409725 | 2006 BQ280             | 31 de gener de 2006    | Kitt Peak            | Spacewatch        |
| 409726 | 2006 BV280             | 23 de gener de 2006    | Kitt Peak            | Spacewatch        |
| 409727 | 2006 BM283             | 22 de gener de 2006    | Mount Lemmon         | Mt. Lemmon Survey |
| 409728 | 2006 CZ18              | 1 de febrer de 2006    | Catalina             | CSS               |
| 409729 | 2006 CG22              | 1 de febrer de 2006    | Kitt Peak            | Spacewatch        |
| 409730 | 2006 CH24              | 2 de febrer de 2006    | Kitt Peak            | Spacewatch        |
| 409731 | 2006 CQ26              | 2 de febrer de 2006    | Kitt Peak            | Spacewatch        |
| 409732 | 2006 CM27              | 24 de gener de 2006    | Kitt Peak            | Spacewatch        |
| 409733 | 2006 CY39              | 2 de febrer de 2006    | Mount Lemmon         | Mt. Lemmon Survey |
| 409734 | 2006 CS45              | 23 de gener de 2006    | Kitt Peak            | Spacewatch        |
| 409735 | 2006 CE46              | 25 de gener de 2006    | Kitt Peak            | Spacewatch        |
| 409736 | 2006 CB53              | 22 de gener de 2006    | Mount Lemmon         | Mt. Lemmon Survey |
| 409737 | 2006 CC53              | 4 de febrer de 2006    | Kitt Peak            | Spacewatch        |
| 409738 | 2006 CD56              | 4 de febrer de 2006    | Catalina             | CSS               |
| 409739 | 2006 DC16              | 20 de febrer de 2006   | Kitt Peak            | Spacewatch        |
| 409740 | 2006 DS18              | 1 de febrer de 2006    | Kitt Peak            | Spacewatch        |
| 409741 | 2006 DD22              | 20 de febrer de 2006   | Kitt Peak            | Spacewatch        |
| 409742 | 2006 DZ23              | 20 de febrer de 2006   | Kitt Peak            | Spacewatch        |
| 409743 | 2006 DP25              | 26 de gener de 2006    | Kitt Peak            | Spacewatch        |
| 409744 | 2006 DW28              | 20 de febrer de 2006   | Kitt Peak            | Spacewatch        |
| 409745 | 2006 DB35              | 20 de febrer de 2006   | Kitt Peak            | Spacewatch        |
| 409746 | 2006 DL44              | 20 de febrer de 2006   | Catalina             | CSS               |
| 409747 | 2006 DO57              | 23 de gener de 2006    | Mount Lemmon         | Mt. Lemmon Survey |
| 409748 | 2006 DS58              | 24 de febrer de 2006   | Kitt Peak            | Spacewatch        |
| 409749 | 2006 DL61              | 24 de febrer de 2006   | Mount Lemmon         | Mt. Lemmon Survey |
| 409750 | 2006 DD62              | 22 de febrer de 2006   | Anderson Mesa        | LONEOS            |
| 409751 | 2006 DH62              | 28 de gener de 2006    | Catalina             | CSS               |
| 409752 | 2006 DM64              | 4 de novembre de 2005  | Kitt Peak            | Spacewatch        |
| 409753 | 2006 DV74              | 4 de febrer de 2006    | Kitt Peak            | Spacewatch        |
| 409754 | 2006 DN78              | 24 de febrer de 2006   | Kitt Peak            | Spacewatch        |
| 409755 | 2006 DW85              | 24 de febrer de 2006   | Kitt Peak            | Spacewatch        |
| 409756 | 2006 DS86              | 24 de febrer de 2006   | Kitt Peak            | Spacewatch        |
| 409757 | 2006 DJ90              | 24 de febrer de 2006   | Kitt Peak            | Spacewatch        |
| 409758 | 2006 DD93              | 24 de febrer de 2006   | Kitt Peak            | Spacewatch        |
| 409759 | 2006 DT93              | 24 de febrer de 2006   | Kitt Peak            | Spacewatch        |
| 409760 | 2006 DV93              | 24 de febrer de 2006   | Kitt Peak            | Spacewatch        |
| 409761 | 2006 DO95              | 24 de febrer de 2006   | Kitt Peak            | Spacewatch        |
| 409762 | 2006 DA100             | 25 de febrer de 2006   | Kitt Peak            | Spacewatch        |
| 409763 | 2006 DH100             | 23 de gener de 2006    | Kitt Peak            | Spacewatch        |
| 409764 | 2006 DO101             | 25 de febrer de 2006   | Kitt Peak            | Spacewatch        |
| 409765 | 2006 DE141             | 25 de febrer de 2006   | Kitt Peak            | Spacewatch        |
| 409766 | 2006 DJ142             | 10 de desembre de 2005 | Kitt Peak            | Spacewatch        |
| 409767 | 2006 DB151             | 25 de febrer de 2006   | Kitt Peak            | Spacewatch        |
| 409768 | 2006 DV160             | 27 de febrer de 2006   | Kitt Peak            | Spacewatch        |
| 409769 | 2006 DE161             | 27 de febrer de 2006   | Kitt Peak            | Spacewatch        |
| 409770 | 2006 DB175             | 27 de febrer de 2006   | Kitt Peak            | Spacewatch        |
| 409771 | 2006 DC182             | 27 de febrer de 2006   | Mount Lemmon         | Mt. Lemmon Survey |
| 409772 | 2006 DJ189             | 27 de febrer de 2006   | Kitt Peak            | Spacewatch        |
| 409773 | 2006 DZ209             | 20 de febrer de 2006   | Kitt Peak            | Spacewatch        |
| 409774 | 2006 ED5               | 2 de març de 2006      | Kitt Peak            | Spacewatch        |
| 409775 | 2006 EU10              | 2 de març de 2006      | Kitt Peak            | Spacewatch        |
| 409776 | 2006 EX26              | 3 de març de 2006      | Kitt Peak            | Spacewatch        |
| 409777 | 2006 EN30              | 3 de març de 2006      | Kitt Peak            | Spacewatch        |
| 409778 | 2006 EF37              | 3 de març de 2006      | Kitt Peak            | Spacewatch        |
| 409779 | 2006 EC41              | 4 de març de 2006      | Kitt Peak            | Spacewatch        |
| 409780 | 2006 EA42              | 4 de març de 2006      | Catalina             | CSS               |
| 409781 | 2006 EL42              | 4 de març de 2006      | Kitt Peak            | Spacewatch        |
| 409782 | 2006 EL57              | 5 de març de 2006      | Kitt Peak            | Spacewatch        |
| 409783 | 2006 EQ62              | 5 de març de 2006      | Kitt Peak            | Spacewatch        |
| 409784 | 2006 FP3               | 23 de març de 2006     | Kitt Peak            | Spacewatch        |
| 409785 | 2006 FH7               | 23 de març de 2006     | Kitt Peak            | Spacewatch        |
| 409786 | 2006 FU11              | 23 de març de 2006     | Kitt Peak            | Spacewatch        |
| 409787 | 2006 FE18              | 23 de març de 2006     | Kitt Peak            | Spacewatch        |
| 409788 | 2006 FP29              | 24 de març de 2006     | Mount Lemmon         | Mt. Lemmon Survey |
| 409789 | 2006 FL32              | 25 de març de 2006     | Mount Lemmon         | Mt. Lemmon Survey |
| 409790 | 2006 FR53              | 25 de març de 2006     | Kitt Peak            | Spacewatch        |
| 409791 | 2006 FT54              | 23 de març de 2006     | Kitt Peak            | Spacewatch        |
| 409792 | 2006 FW54              | 26 de març de 2006     | Kitt Peak            | Spacewatch        |
| 409793 | 2006 FG55              | 24 de març de 2006     | Mount Lemmon         | Mt. Lemmon Survey |
| 409794 | 2006 GO14              | 23 de març de 2006     | Kitt Peak            | Spacewatch        |
| 409795 | 2006 GM25              | 2 d'abril de 2006      | Kitt Peak            | Spacewatch        |
| 409796 | 2006 GV34              | 7 d'abril de 2006      | Catalina             | CSS               |
| 409797 | 2006 GC36              | 2 de març de 2006      | Kitt Peak            | Spacewatch        |
| 409798 | 2006 GU50              | 2 d'abril de 2006      | Anderson Mesa        | LONEOS            |
| 409799 | 2006 HQ28              | 20 d'abril de 2006     | Kitt Peak            | Spacewatch        |
| 409800 | 2006 HP29              | 23 d'abril de 2006     | Socorro              | LINEAR            |

## 409801-409900
| Nom    | Designació provisional | Data de descobriment   | Lloc de descobriment | Descobridor/s        |
| ------ | ---------------------- | ---------------------- | -------------------- | -------------------- |
| 409801 | 2006 HS33              | 19 d'abril de 2006     | Mount Lemmon         | Mt. Lemmon Survey    |
| 409802 | 2006 HN44              | 24 d'abril de 2006     | Mount Lemmon         | Mt. Lemmon Survey    |
| 409803 | 2006 HL47              | 24 d'abril de 2006     | Kitt Peak            | Spacewatch           |
| 409804 | 2006 HC50              | 26 d'abril de 2006     | Kitt Peak            | Spacewatch           |
| 409805 | 2006 HH53              | 19 d'abril de 2006     | Catalina             | CSS                  |
| 409806 | 2006 HM65              | 24 d'abril de 2006     | Kitt Peak            | Spacewatch           |
| 409807 | 2006 HM78              | 24 de març de 2006     | Mount Lemmon         | Mt. Lemmon Survey    |
| 409808 | 2006 HX78              | 26 d'abril de 2006     | Kitt Peak            | Spacewatch           |
| 409809 | 2006 HU81              | 26 d'abril de 2006     | Kitt Peak            | Spacewatch           |
| 409810 | 2006 HQ91              | 25 d'abril de 2006     | Kitt Peak            | Spacewatch           |
| 409811 | 2006 HF98              | 30 d'abril de 2006     | Kitt Peak            | Spacewatch           |
| 409812 | 2006 HX98              | 30 d'abril de 2006     | Kitt Peak            | Spacewatch           |
| 409813 | 2006 HW135             | 26 d'abril de 2006     | Cerro Tololo         | M. W. Buie           |
| 409814 | 2006 JP14              | 1 de maig de 2006      | Kitt Peak            | Spacewatch           |
| 409815 | 2006 JL15              | 2 de maig de 2006      | Mount Lemmon         | Mt. Lemmon Survey    |
| 409816 | 2006 JN15              | 2 de maig de 2006      | Mount Lemmon         | Mt. Lemmon Survey    |
| 409817 | 2006 JJ16              | 2 de maig de 2006      | Kitt Peak            | Spacewatch           |
| 409818 | 2006 JX35              | 4 de maig de 2006      | Kitt Peak            | Spacewatch           |
| 409819 | 2006 JN66              | 1 de maig de 2006      | Kitt Peak            | M. W. Buie           |
| 409820 | 2006 KD10              | 19 de maig de 2006     | Mount Lemmon         | Mt. Lemmon Survey    |
| 409821 | 2006 KK12              | 16 de gener de 2005    | Kitt Peak            | Spacewatch           |
| 409822 | 2006 KV32              | 20 de maig de 2006     | Kitt Peak            | Spacewatch           |
| 409823 | 2006 KN37              | 22 de maig de 2006     | Kitt Peak            | Spacewatch           |
| 409824 | 2006 KK53              | 7 de maig de 2006      | Mount Lemmon         | Mt. Lemmon Survey    |
| 409825 | 2006 KL60              | 22 de maig de 2006     | Kitt Peak            | Spacewatch           |
| 409826 | 2006 KN118             | 20 de maig de 2006     | Kitt Peak            | Spacewatch           |
| 409827 | 2006 KB124             | 21 de maig de 2006     | Kitt Peak            | Spacewatch           |
| 409828 | 2006 LJ1               | 1 de juny de 2006      | Kitt Peak            | Spacewatch           |
| 409829 | 2006 OX21              | 31 de juliol de 2006   | Siding Spring        | Siding Spring Survey |
| 409830 | 2006 PH5               | 31 de juliol de 2006   | Siding Spring        | Siding Spring Survey |
| 409831 | 2006 QL13              | 16 d'agost de 2006     | Lulin                | C.-S. Lin, Q.-z. Ye  |
| 409832 | 2006 QQ32              | 21 d'agost de 2006     | Kitt Peak            | Spacewatch           |
| 409833 | 2006 QH48              | 21 d'agost de 2006     | Kitt Peak            | Spacewatch           |
| 409834 | 2006 QS66              | 12 de març de 2005     | Mount Lemmon         | Mt. Lemmon Survey    |
| 409835 | 2006 QF103             | 27 d'agost de 2006     | Kitt Peak            | Spacewatch           |
| 409836 | 2006 QY110             | 30 d'agost de 2006     | Socorro              | LINEAR               |
| 409837 | 2006 QO131             | 18 de juliol de 2006   | Mount Lemmon         | Mt. Lemmon Survey    |
| 409838 | 2006 QT137             | 16 d'agost de 2006     | Palomar              | NEAT                 |
| 409839 | 2006 QQ167             | 30 d'agost de 2006     | Anderson Mesa        | LONEOS               |
| 409840 | 2006 QN184             | 19 d'agost de 2006     | Kitt Peak            | Spacewatch           |
| 409841 | 2006 RZ23              | 13 de setembre de 2006 | Palomar              | NEAT                 |
| 409842 | 2006 RL49              | 14 de setembre de 2006 | Kitt Peak            | Spacewatch           |
| 409843 | 2006 RG50              | 14 de setembre de 2006 | Kitt Peak            | Spacewatch           |
| 409844 | 2006 RZ57              | 15 de setembre de 2006 | Kitt Peak            | Spacewatch           |
| 409845 | 2006 SR29              | 17 de setembre de 2006 | Kitt Peak            | Spacewatch           |
| 409846 | 2006 SZ41              | 28 d'agost de 2006     | Anderson Mesa        | LONEOS               |
| 409847 | 2006 SJ67              | 19 de setembre de 2006 | Kitt Peak            | Spacewatch           |
| 409848 | 2006 SA70              | 19 de setembre de 2006 | Kitt Peak            | Spacewatch           |
| 409849 | 2006 SM78              | 17 de setembre de 2006 | Kitt Peak            | Spacewatch           |
| 409850 | 2006 SZ79              | 18 de setembre de 2006 | Kitt Peak            | Spacewatch           |
| 409851 | 2006 SU83              | 18 de setembre de 2006 | Kitt Peak            | Spacewatch           |
| 409852 | 2006 SF84              | 18 de setembre de 2006 | Kitt Peak            | Spacewatch           |
| 409853 | 2006 SX118             | 18 de setembre de 2006 | Catalina             | CSS                  |
| 409854 | 2006 SN119             | 18 de setembre de 2006 | Catalina             | CSS                  |
| 409855 | 2006 SF122             | 19 de setembre de 2006 | Catalina             | CSS                  |
| 409856 | 2006 SV122             | 19 de setembre de 2006 | Catalina             | CSS                  |
| 409857 | 2006 SY123             | 19 de setembre de 2006 | Catalina             | CSS                  |
| 409858 | 2006 SL129             | 18 de setembre de 2006 | Anderson Mesa        | LONEOS               |
| 409859 | 2006 SA131             | 24 de setembre de 2006 | Calvin-Rehoboth      | L. A. Molnar         |
| 409860 | 2006 SD135             | 20 de setembre de 2006 | Palomar              | NEAT                 |
| 409861 | 2006 SW145             | 19 de setembre de 2006 | Kitt Peak            | Spacewatch           |
| 409862 | 2006 SL179             | 14 de setembre de 2006 | Kitt Peak            | Spacewatch           |
| 409863 | 2006 SU185             | 25 de setembre de 2006 | Mount Lemmon         | Mt. Lemmon Survey    |
| 409864 | 2006 SJ189             | 26 de setembre de 2006 | Kitt Peak            | Spacewatch           |
| 409865 | 2006 SQ196             | 26 de setembre de 2006 | Kitt Peak            | Spacewatch           |
| 409866 | 2006 SY218             | 18 de setembre de 2006 | Catalina             | CSS                  |
| 409867 | 2006 SE222             | 25 de setembre de 2006 | Kitt Peak            | Spacewatch           |
| 409868 | 2006 SD224             | 25 de setembre de 2006 | Mount Lemmon         | Mt. Lemmon Survey    |
| 409869 | 2006 SD231             | 26 de setembre de 2006 | Kitt Peak            | Spacewatch           |
| 409870 | 2006 SY235             | 26 de setembre de 2006 | Catalina             | CSS                  |
| 409871 | 2006 SV254             | 26 de setembre de 2006 | Mount Lemmon         | Mt. Lemmon Survey    |
| 409872 | 2006 SY254             | 26 de setembre de 2006 | Mount Lemmon         | Mt. Lemmon Survey    |
| 409873 | 2006 SX260             | 26 de setembre de 2006 | Kitt Peak            | Spacewatch           |
| 409874 | 2006 SJ267             | 26 de setembre de 2006 | Kitt Peak            | Spacewatch           |
| 409875 | 2006 SW270             | 27 de setembre de 2006 | Anderson Mesa        | LONEOS               |
| 409876 | 2006 SK286             | 19 de setembre de 2006 | Catalina             | CSS                  |
| 409877 | 2006 SC290             | 29 de setembre de 2006 | Anderson Mesa        | LONEOS               |
| 409878 | 2006 SH295             | 17 de setembre de 2006 | Kitt Peak            | Spacewatch           |
| 409879 | 2006 SB296             | 17 de setembre de 2006 | Kitt Peak            | Spacewatch           |
| 409880 | 2006 SU301             | 26 de setembre de 2006 | Mount Lemmon         | Mt. Lemmon Survey    |
| 409881 | 2006 SP326             | 27 de setembre de 2006 | Kitt Peak            | Spacewatch           |
| 409882 | 2006 SO339             | 28 de setembre de 2006 | Kitt Peak            | Spacewatch           |
| 409883 | 2006 SC349             | 28 de setembre de 2006 | Catalina             | CSS                  |
| 409884 | 2006 SG355             | 30 de setembre de 2006 | Mount Lemmon         | Mt. Lemmon Survey    |
| 409885 | 2006 SV356             | 30 de setembre de 2006 | Catalina             | CSS                  |
| 409886 | 2006 SN364             | 28 de setembre de 2006 | Mount Lemmon         | Mt. Lemmon Survey    |
| 409887 | 2006 ST364             | 28 de setembre de 2006 | Mount Lemmon         | Mt. Lemmon Survey    |
| 409888 | 2006 SH366             | 30 de setembre de 2006 | Mount Lemmon         | Mt. Lemmon Survey    |
| 409889 | 2006 SV393             | 30 de setembre de 2006 | Catalina             | CSS                  |
| 409890 | 2006 SZ393             | 30 de setembre de 2006 | Mount Lemmon         | Mt. Lemmon Survey    |
| 409891 | 2006 SG394             | 30 de setembre de 2006 | Mount Lemmon         | Mt. Lemmon Survey    |
| 409892 | 2006 SY401             | 26 de setembre de 2006 | Mount Lemmon         | Mt. Lemmon Survey    |
| 409893 | 2006 SP403             | 27 de setembre de 2006 | Mount Lemmon         | Mt. Lemmon Survey    |
| 409894 | 2006 SR403             | 28 de setembre de 2006 | Mount Lemmon         | Mt. Lemmon Survey    |
| 409895 | 2006 SE404             | 30 de setembre de 2006 | Mount Lemmon         | Mt. Lemmon Survey    |
| 409896 | 2006 SF405             | 28 de setembre de 2006 | Mount Lemmon         | Mt. Lemmon Survey    |
| 409897 | 2006 SY407             | 25 de setembre de 2006 | Mount Lemmon         | Mt. Lemmon Survey    |
| 409898 | 2006 SA409             | 27 de setembre de 2006 | Mount Lemmon         | Mt. Lemmon Survey    |
| 409899 | 2006 SS412             | 30 de setembre de 2006 | Catalina             | CSS                  |
| 409900 | 2006 TX6               | 3 d'octubre de 2006    | Mount Lemmon         | Mt. Lemmon Survey    |

## 409901-410000
| Nom    | Designació provisional | Data de descobriment   | Lloc de descobriment | Descobridor/s         |
| ------ | ---------------------- | ---------------------- | -------------------- | --------------------- |
| 409901 | 2006 TL8               | 4 d'octubre de 2006    | Mount Lemmon         | Mt. Lemmon Survey     |
| 409902 | 2006 TX11              | 15 d'octubre de 2006   | Piszkéstet&          | K. Sárneczky, Z. Kuli |
| 409903 | 2006 TQ12              | 17 de setembre de 2006 | Kitt Peak            | Spacewatch            |
| 409904 | 2006 TN26              | 12 d'octubre de 2006   | Kitt Peak            | Spacewatch            |
| 409905 | 2006 TA29              | 12 d'octubre de 2006   | Kitt Peak            | Spacewatch            |
| 409906 | 2006 TE35              | 12 d'octubre de 2006   | Kitt Peak            | Spacewatch            |
| 409907 | 2006 TW36              | 3 d'octubre de 2006    | Mount Lemmon         | Mt. Lemmon Survey     |
| 409908 | 2006 TF40              | 12 d'octubre de 2006   | Kitt Peak            | Spacewatch            |
| 409909 | 2006 TN41              | 12 d'octubre de 2006   | Palomar              | NEAT                  |
| 409910 | 2006 TP43              | 12 d'octubre de 2006   | Kitt Peak            | Spacewatch            |
| 409911 | 2006 TX43              | 12 d'octubre de 2006   | Kitt Peak            | Spacewatch            |
| 409912 | 2006 TP52              | 28 de setembre de 2006 | Mount Lemmon         | Mt. Lemmon Survey     |
| 409913 | 2006 TY52              | 12 d'octubre de 2006   | Kitt Peak            | Spacewatch            |
| 409914 | 2006 TZ73              | 11 d'octubre de 2006   | Palomar              | NEAT                  |
| 409915 | 2006 TN74              | 11 d'octubre de 2006   | Palomar              | NEAT                  |
| 409916 | 2006 TF81              | 13 d'octubre de 2006   | Kitt Peak            | Spacewatch            |
| 409917 | 2006 TM81              | 13 d'octubre de 2006   | Kitt Peak            | Spacewatch            |
| 409918 | 2006 TD88              | 13 d'octubre de 2006   | Kitt Peak            | Spacewatch            |
| 409919 | 2006 TE89              | 30 de setembre de 2006 | Mount Lemmon         | Mt. Lemmon Survey     |
| 409920 | 2006 TA90              | 13 d'octubre de 2006   | Kitt Peak            | Spacewatch            |
| 409921 | 2006 TF94              | 15 d'octubre de 2006   | Catalina             | CSS                   |
| 409922 | 2006 TB97              | 12 d'octubre de 2006   | Kitt Peak            | Spacewatch            |
| 409923 | 2006 TV98              | 15 d'octubre de 2006   | Kitt Peak            | Spacewatch            |
| 409924 | 2006 TK116             | 2 d'octubre de 2006    | Apache Point         | A. C. Becker          |
| 409925 | 2006 TQ123             | 2 d'octubre de 2006    | Mount Lemmon         | Mt. Lemmon Survey     |
| 409926 | 2006 UD3               | 16 d'octubre de 2006   | Catalina             | CSS                   |
| 409927 | 2006 UY8               | 16 d'octubre de 2006   | Catalina             | CSS                   |
| 409928 | 2006 UZ18              | 16 d'octubre de 2006   | Kitt Peak            | Spacewatch            |
| 409929 | 2006 UJ29              | 25 de setembre de 2006 | Kitt Peak            | Spacewatch            |
| 409930 | 2006 UP36              | 16 d'octubre de 2006   | Kitt Peak            | Spacewatch            |
| 409931 | 2006 UX38              | 16 d'octubre de 2006   | Kitt Peak            | Spacewatch            |
| 409932 | 2006 UZ52              | 17 d'octubre de 2006   | Mount Lemmon         | Mt. Lemmon Survey     |
| 409933 | 2006 UT53              | 28 de setembre de 2006 | Mount Lemmon         | Mt. Lemmon Survey     |
| 409934 | 2006 UG64              | 23 d'octubre de 2006   | Siding Spring        | Siding Spring Survey  |
| 409935 | 2006 UJ64              | 23 d'octubre de 2006   | Kitami               | K. Endate             |
| 409936 | 2006 UN67              | 16 d'octubre de 2006   | Catalina             | CSS                   |
| 409937 | 2006 UJ69              | 16 d'octubre de 2006   | Catalina             | CSS                   |
| 409938 | 2006 UF78              | 17 d'octubre de 2006   | Kitt Peak            | Spacewatch            |
| 409939 | 2006 UD79              | 17 d'octubre de 2006   | Kitt Peak            | Spacewatch            |
| 409940 | 2006 UJ88              | 30 de setembre de 2006 | Mount Lemmon         | Mt. Lemmon Survey     |
| 409941 | 2006 UC106             | 18 d'octubre de 2006   | Kitt Peak            | Spacewatch            |
| 409942 | 2006 UA113             | 14 de setembre de 2006 | Kitt Peak            | Spacewatch            |
| 409943 | 2006 UZ123             | 19 d'octubre de 2006   | Kitt Peak            | Spacewatch            |
| 409944 | 2006 UN139             | 19 d'octubre de 2006   | Mount Lemmon         | Mt. Lemmon Survey     |
| 409945 | 2006 UL151             | 20 d'octubre de 2006   | Mount Lemmon         | Mt. Lemmon Survey     |
| 409946 | 2006 UC167             | 2 d'octubre de 2006    | Mount Lemmon         | Mt. Lemmon Survey     |
| 409947 | 2006 UT171             | 21 d'octubre de 2006   | Mount Lemmon         | Mt. Lemmon Survey     |
| 409948 | 2006 UA195             | 20 d'octubre de 2006   | Kitt Peak            | Spacewatch            |
| 409949 | 2006 UV197             | 20 d'octubre de 2006   | Kitt Peak            | Spacewatch            |
| 409950 | 2006 UC201             | 21 d'octubre de 2006   | Kitt Peak            | Spacewatch            |
| 409951 | 2006 UW203             | 22 d'octubre de 2006   | Palomar              | NEAT                  |
| 409952 | 2006 UT212             | 23 d'octubre de 2006   | Kitt Peak            | Spacewatch            |
| 409953 | 2006 UU213             | 23 d'octubre de 2006   | Kitt Peak            | Spacewatch            |
| 409954 | 2006 UW214             | 28 d'octubre de 2006   | Socorro              | LINEAR                |
| 409955 | 2006 UK232             | 21 d'octubre de 2006   | Palomar              | NEAT                  |
| 409956 | 2006 UX251             | 25 de setembre de 2006 | Mount Lemmon         | Mt. Lemmon Survey     |
| 409957 | 2006 UM260             | 28 d'octubre de 2006   | Mount Lemmon         | Mt. Lemmon Survey     |
| 409958 | 2006 UO264             | 27 d'octubre de 2006   | Kitt Peak            | Spacewatch            |
| 409959 | 2006 UF271             | 27 d'octubre de 2006   | Kitt Peak            | Spacewatch            |
| 409960 | 2006 UV276             | 28 d'octubre de 2006   | Kitt Peak            | Spacewatch            |
| 409961 | 2006 UA277             | 25 de setembre de 2006 | Kitt Peak            | Spacewatch            |
| 409962 | 2006 UR330             | 16 d'octubre de 2006   | Apache Point         | A. C. Becker          |
| 409963 | 2006 UY336             | 22 d'octubre de 2006   | Catalina             | CSS                   |
| 409964 | 2006 VP17              | 9 de novembre de 2006  | Kitt Peak            | Spacewatch            |
| 409965 | 2006 VC18              | 9 de novembre de 2006  | Kitt Peak            | Spacewatch            |
| 409966 | 2006 VA19              | 27 de setembre de 2006 | Mount Lemmon         | Mt. Lemmon Survey     |
| 409967 | 2006 VQ24              | 28 de setembre de 2006 | Mount Lemmon         | Mt. Lemmon Survey     |
| 409968 | 2006 VC31              | 10 de novembre de 2006 | Kitt Peak            | Spacewatch            |
| 409969 | 2006 VM39              | 13 d'octubre de 2006   | Kitt Peak            | Spacewatch            |
| 409970 | 2006 VZ39              | 12 de novembre de 2006 | Mount Lemmon         | Mt. Lemmon Survey     |
| 409971 | 2006 VL51              | 10 de novembre de 2006 | Kitt Peak            | Spacewatch            |
| 409972 | 2006 VB62              | 11 de novembre de 2006 | Kitt Peak            | Spacewatch            |
| 409973 | 2006 VF69              | 11 de novembre de 2006 | Kitt Peak            | Spacewatch            |
| 409974 | 2006 VJ75              | 11 de novembre de 2006 | Kitt Peak            | Spacewatch            |
| 409975 | 2006 VL81              | 28 de setembre de 2006 | Mount Lemmon         | Mt. Lemmon Survey     |
| 409976 | 2006 VL86              | 14 de novembre de 2006 | Socorro              | LINEAR                |
| 409977 | 2006 VQ86              | 14 de novembre de 2006 | Socorro              | LINEAR                |
| 409978 | 2006 VB92              | 15 de novembre de 2006 | Catalina             | CSS                   |
| 409979 | 2006 VR93              | 15 de novembre de 2006 | Mount Lemmon         | Mt. Lemmon Survey     |
| 409980 | 2006 VV98              | 26 de setembre de 2006 | Mount Lemmon         | Mt. Lemmon Survey     |
| 409981 | 2006 VZ100             | 11 de novembre de 2006 | Catalina             | CSS                   |
| 409982 | 2006 VG108             | 13 de novembre de 2006 | Kitt Peak            | Spacewatch            |
| 409983 | 2006 VF110             | 13 de novembre de 2006 | Kitt Peak            | Spacewatch            |
| 409984 | 2006 VV111             | 27 de setembre de 2006 | Mount Lemmon         | Mt. Lemmon Survey     |
| 409985 | 2006 VA127             | 15 de novembre de 2006 | Mount Lemmon         | Mt. Lemmon Survey     |
| 409986 | 2006 VH129             | 15 de novembre de 2006 | Socorro              | LINEAR                |
| 409987 | 2006 VT129             | 27 de setembre de 2006 | Mount Lemmon         | Mt. Lemmon Survey     |
| 409988 | 2006 VN134             | 15 de novembre de 2006 | Catalina             | CSS                   |
| 409989 | 2006 VL136             | 20 d'octubre de 2006   | Mount Lemmon         | Mt. Lemmon Survey     |
| 409990 | 2006 VR145             | 15 de novembre de 2006 | Catalina             | CSS                   |
| 409991 | 2006 VW150             | 19 d'octubre de 2006   | Mount Lemmon         | Mt. Lemmon Survey     |
| 409992 | 2006 VT152             | 16 d'octubre de 2006   | Catalina             | CSS                   |
| 409993 | 2006 VL155             | 14 de novembre de 2006 | Catalina             | CSS                   |
| 409994 | 2006 VM173             | 30 de setembre de 2006 | Mount Lemmon         | Mt. Lemmon Survey     |
| 409995 | 2006 WV3               | 21 de novembre de 2006 | Socorro              | LINEAR                |
| 409996 | 2006 WJ5               | 22 d'octubre de 2006   | Mount Lemmon         | Mt. Lemmon Survey     |
| 409997 | 2006 WD11              | 16 de novembre de 2006 | Socorro              | LINEAR                |
| 409998 | 2006 WT13              | 16 de novembre de 2006 | Mount Lemmon         | Mt. Lemmon Survey     |
| 409999 | 2006 WC19              | 17 de novembre de 2006 | Catalina             | CSS                   |
| 410000 | 2006 WJ25              | 17 de novembre de 2006 | Mount Lemmon         | Mt. Lemmon Survey     |